# Fortifications de la Rhune à l'époque contemporaine
Vous lisez un « article de qualité » labellisé en 2015.
Les fortifications de la Rhune à l’époque contemporaine sont des ouvrages militaires, situés sur la montagne de la Rhune, à proximité immédiate et à l'ouest de la frontière entre l'Espagne et la France. Ils ont été construits pour certains d’entre eux lors de la campagne de 1793 - 1794 et réutilisés par la suite pour contenir l'avancée des troupes de la coalition anglo-hispano-portugaise du futur duc de Wellington. Plus de vingt redoutes se répartissent sur le territoire des communes d'Ascain, de Sare et d'Urrugne et partiellement sur ceux de Saint-Pée-sur-Nivelle et de Biriatou.
Les combats de la fin du XVIIIe siècle se sont déroulés principalement sur la commune d’Urrugne. Les forces révolutionnaires sont alors déployées dans les redoutes Louis XIV, de Bertuste, de la Bayonnette et des Émigrés situées sur la frontière et surveillant la Bidassoa ainsi que la route qui vient de Vera de Bidassoa. Le dispositif parvient à contenir l’avancée des assaillants espagnols. Théophile de La Tour d'Auvergne, « premier grenadier de la République », s’illustre particulièrement durant ces affrontements.
Toute autre est la situation du début du XIXe siècle. Wellington s’avance en conquérant et essaie avec succès de faire sauter le verrou de Sare, en partant à l’assaut des pentes de la Rhune, avant de se diriger vers Bayonne. Sous les ordres du maréchal Soult, l’armée française résiste vaillamment en défendant les redoutes de Zuhalmendi, de Grenada ou de la chapelle de la Madeleine. La faiblesse du dispositif, mal adapté à des actions de contre-attaque, alliée à l’inexpérience des défenseurs des redoutes d’Ermitebaïta et de Mendibidea, permet aux troupes de la coalition anglo-hispano-portugaise de pénétrer le dispositif de défense et, finalement, de repousser les forces françaises vers Saint-Pée-sur-Nivelle.
Les redoutes, perchées sur les hauteurs, sont construites selon deux plans principaux, adaptés à la topographie. On trouve ainsi des redoutes en étoile, comme celle de Santa-Barbara, celle dite « de la borne frontière 29 » (BF 29), ou encore celle de la Bayonnette. D’autres forment des quadrilatères assez réguliers, telle la redoute de la chapelle de la Madeleine, ou des pentagones, comme la redoute des Émigrés ou celle de la chapelle d’Olhain. Un troisième type regroupe des formes moins usitées, comme l’ovoïde redoute Louis XIV de Sare, qui est probablement une réutilisation d’un ouvrage protohistorique. Treize de ces fortifications font l'objet d'une inscription au titre des monuments historiques.

## Présentation générale du dispositif
- 1 : Redoute Louis XIV.
- 2 : Redoute de Bortuste.
- 3 : Redoute de la Bayonnette.
- 4 : Redoute des Émigrés.
- 5 : Forteresse d’Ihicelhaya.
- 6 : Redoute de l’ermitage.
- 7 : Redoute de la BF 29.
- 8 : Camp de Mouiz.
- 9 : Redoute d’Idoyko Biskarra.
- 10 : Redoute d’Esnaur.
- 11 : Redoute de Bizkarzoun.
- 12 : Redoute de la chapelle d’Olhain.
- 13 : Redoute de Mendibidea.
- 14 : Redoute d’Ermebaita.
- 15 : Redoute de Monhoa.
- 16 : Redoute de Grenada.
- 17 : Redoute de Zuhalmendi.
- 18 : Redoute de Santa-Barbara.
- 19 : Redoute Louis XIV.
- 20 : Redoute de la chapelle de la Madeleine.

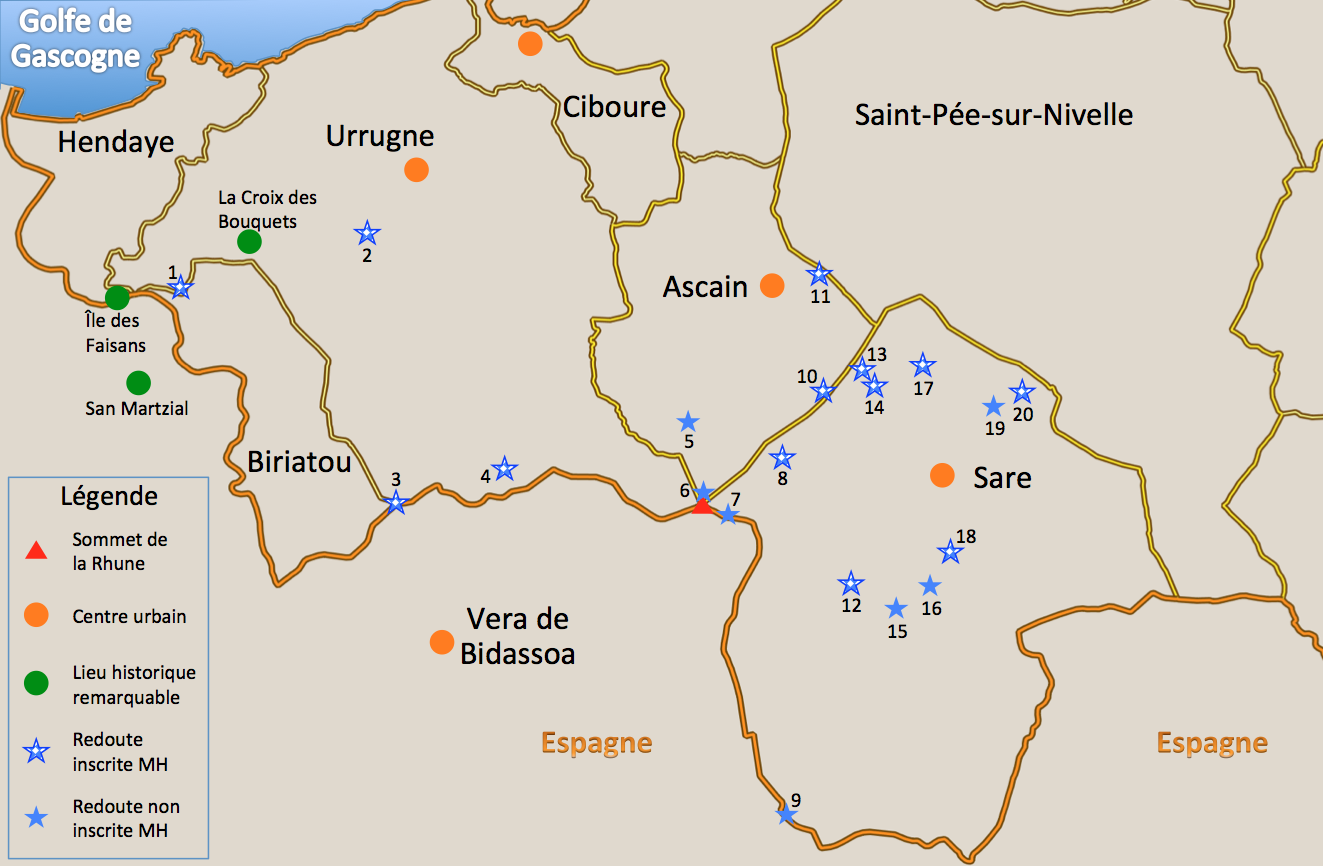
Le dispositif de défense de la Rhune
(une référence en caractères gras indique une inscription MH par le ministère de la Culture).

La Rhune est l’ultime sommet de la chaîne des Pyrénées avant l’océan Atlantique. Elle culmine à 905 mètres, son sommet et ses pentes étant partagés par quatre communes, Vera de Bidassoa sous administration espagnole et Ascain, Sare et Urrugne sous administration française. Elle domine un chapelet de collines qui s’étend sur les territoires de ces quatre localités. Ainsi les hauteurs de Biscarzun (185 m) et d’Esnaur (272 m) se dressent sur Ascain ; celles de Saint-Ignace (273 m), de Suhamendy (301 m), d’Ibantelly (698 m), de Santa-Barbara (140 m) et de Faague (552 m) sont situées sur Sare ; San Benito (462 m) pointe sur la commune de Vera de Bidassoa et enfin le Mendalé (573 m) domine le sud d’Urrugne.
Les fortifications de la Rhune se présentent sous la forme de redoutes de forme étoilée — également dite « bastionnée » — polygonale ou ovoïde, juchées sur des positions élevées de crêtes ou de mamelons. Leur construction peut avoir été plus ou moins sommaire, certaines étant protégées par de simples fossés, ou adossées à des ruines existantes, comme la redoute de l'ermitage de la Rhune, à Sare. Certaines d'entre elles, comme la redoute Louis XIV de Sare, possèdent une origine protohistorique.
Il s’agit de petites fortifications isolées, destinées à former un refuge pour les fantassins, condamnés autrement à se former en carré en terrain découvert. Les tranchées, généralement non couvertes, augmentaient la mobilité de l’infanterie, lui permettant de se déplacer, tout en demeurant partiellement à l’abri. En contrepartie, ces ouvrages offraient peu de capacité de contre-attaques, compte tenu du faible nombre de soldats qu’ils pouvaient abriter et de la difficulté de s’extraire des tranchées. Seule une intervention extérieure pouvait dégager une redoute assaillie. Certaines d’entre elles disposaient de pièces d’artillerie, qui, étant donné les fortes pentes de la Rhune, étaient souvent exposées aux tirs ennemis. Cette configuration s’est vérifiée en particulier lorsque les Alliés se sont emparés de la redoute de l’Ermitage, au sommet de la Rhune ; la crête fortifiée d’Alchangue s’est alors retrouvée sous le feu de leurs canons.

## Histoire

### Les combats de 1793 - 1794
L’exécution de Louis XVI, le 21 janvier 1793, dramatise le conflit latent entre la France et l’Espagne, et le 7 mars de cette même année, la Convention nationale déclare la guerre à Charles IV.
Pour ce qui concerne le Pays basque, les combats — commencés tout d’abord au val d’Aran, c’est-à-dire en Catalogne — se concentrent dans les vallées de la Bidassoa et de la Nivelle.
En 1793, le Comité de salut public fait construire une redoute au sommet de la Rhune, sur l’emplacement de l’ermitage préalablement détruit.
Les forces en présence opposent, du côté français, 8 000 hommes que le général Servan — ministre de la Guerre jusqu’à sa démission, le 3 octobre 1792 — installe sur les communes de Sare, d’Hendaye et d’Urrugne, à 2 200 Espagnols sous les ordres du général Ventura Caro ; ces derniers sont renforcés par l’armée des émigrés du marquis de Saint Simon.
Les forces françaises sont disposées de façon à contrôler trois secteurs principaux. La route de Vera de Bidassoa à Ciboure, qui passe par le col d’Insola, puis suit la voie actuelle qui traverse le quartier d’Olhette (Urrugne), est protégée par le camp de Belchenea et un réseau de redoutes qui occupent les sommets de la zone — en particulier, les redoutes de Choucoutoun à la cote 94, des Gendarmes, des Voltigeurs, à la cote 81, de Joliment, des Émigrés et du Mendalé, située à la cote 573. De même, des ouvrages fortifient le passage de la Bidassoa entre Biriatou et Béhobie. Ils sont répartis sur les flancs de la Croix des Bouquets, du Xoldokogaña, du mont du Calvaire, du rocher des Perdrix et de Lumaberde. Enfin, l’embouchure de la Bidassoa nécessite l’établissement ou le renforcement des redoutes des Sans-Culottes, d’Ihartzecoborda et d’Etsail, depuis la Croix des Bouquets, ainsi que le creusement de tranchées pour protéger le village d’Hendaye, depuis la colline de Socorri.
Une grande partie des combats se déroule sur le territoire d'Urrugne, qui accueille en son château d'Urtubie une partie de l'état-major français — en particulier Théophile de La Tour d’Auvergne et les généraux Servan, Muller, Laroche-Dubouscat et d’Elbhecq —, alors que les troupes révolutionnaires sont basées à Béhobie, à Biriatou ou dans les redoutes qui défendent les crêtes.
Le premier engagement est provoqué par une attaque espagnole, le 23 avril 1793, alors que l’armée française n’est pas totalement organisée — le décret officialisant la création de l’armée des Pyrénées occidentales date du 1er mai. L’offensive espagnole est pointée sur le fort d’Hendaye et la redoute Louis XIV d’Urrugne, qui essuient des tirs de canons. Les volontaires français doivent alors se replier jusqu’à la Croix des Bouquets.
La redoute située au sommet de la Rhune est prise par les troupes espagnoles, qui s’y installent le 1er mai.
Le 2 mai, une nouvelle attaque espagnole sur Hendaye est repoussée au-delà de la Bidassoa par les troupes françaises, au sein desquelles La Tour d'Auvergne se distingue par sa bravoure.
Le 26 mai 1794, les troupes françaises, sous les ordres du même La Tour d’Auvergne, tentent à nouveau de s’emparer de l’ouvrage de la Rhune, mais doivent bientôt se retirer, malgré une résistance farouche sur les hauteurs de Santa-Barbara — ou Sainte-Barbe —, colline située sur le territoire de la commune de Sare.
Une nouvelle offensive espagnole est repoussée le 13 juillet, et les troupes ennemies prennent alors position à Biriatou et le long de la Bidassoa ; l’état-major français se retire alors au nord de la Nivelle et renforce ses troupes par de nouvelles recrues, formées jusqu’au début de 1794 dans un camp d’entrainement situé à Bidart.
Les combats reprennent le 5 février 1794, provoqués par une colonne de 13 000 fantassins et de 700 cavaliers espagnols qui pénètre en France par la route provenant de Vera de Bidassoa. Le mont du Calvaire puis le Mendalé — au sommet duquel la redoute fait l’objet de furieux combats à la baïonnette, fait d’armes qui lui vaut par la suite son nom de « redoute de la Bayonnette » — sont occupés par les assaillants, puis repris par les Français.

### Les combats d’octobre et denovembre 1813
Après la défaite de Vitoria, le 21 juin 1813 — qui voit la retraite des troupes françaises escortant Joseph Bonaparte — suivie de celles de Sorauren, le 25 juillet, et de San Martzial, le 31 août, les troupes d’Arthur Wellesley se trouvent sur les rives de la Bidassoa. Le duc de Wellington, dans une lettre à William Carr Beresford datée du 2 octobre 1813, indique ainsi ses intentions : « […] les hauteurs de la Bidassoa ont sur nous de telles vues qu’il nous les faut et que le plus tôt sera le meilleur […] ». Le maréchal Soult, à la tête des troupes françaises, ayant en partie fortifié les hauteurs et les abords de la Bidassoa, semble alors n’être préoccupé que du sort de Pampelune dont le siège, mené par les troupes espagnoles du général Enrique José O'Donnell, a débuté le 26 juin.

Généraux français engagés dans les combats d’octobre et novembre 1813 (sélection).
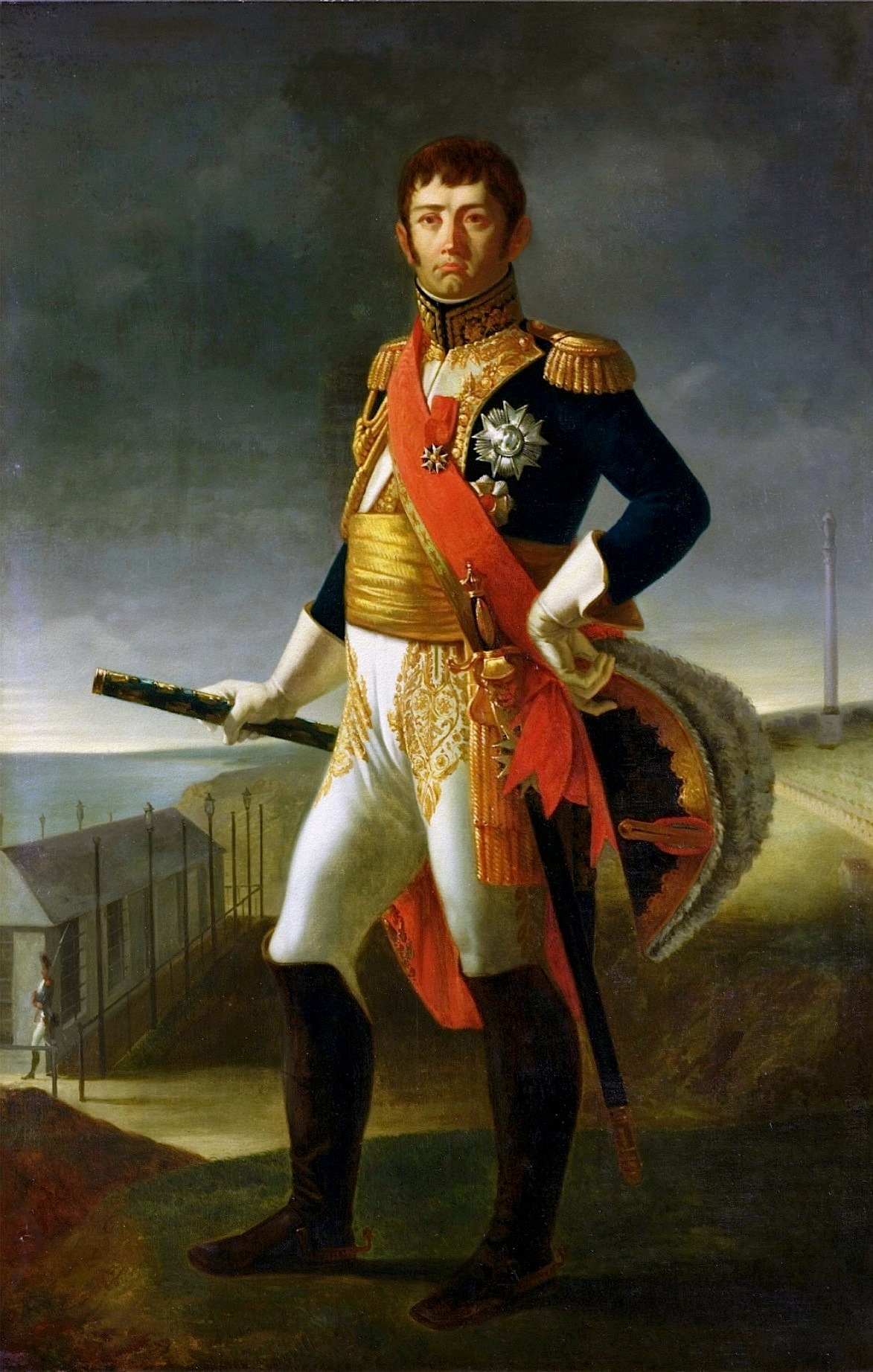
Le maréchal Soult.
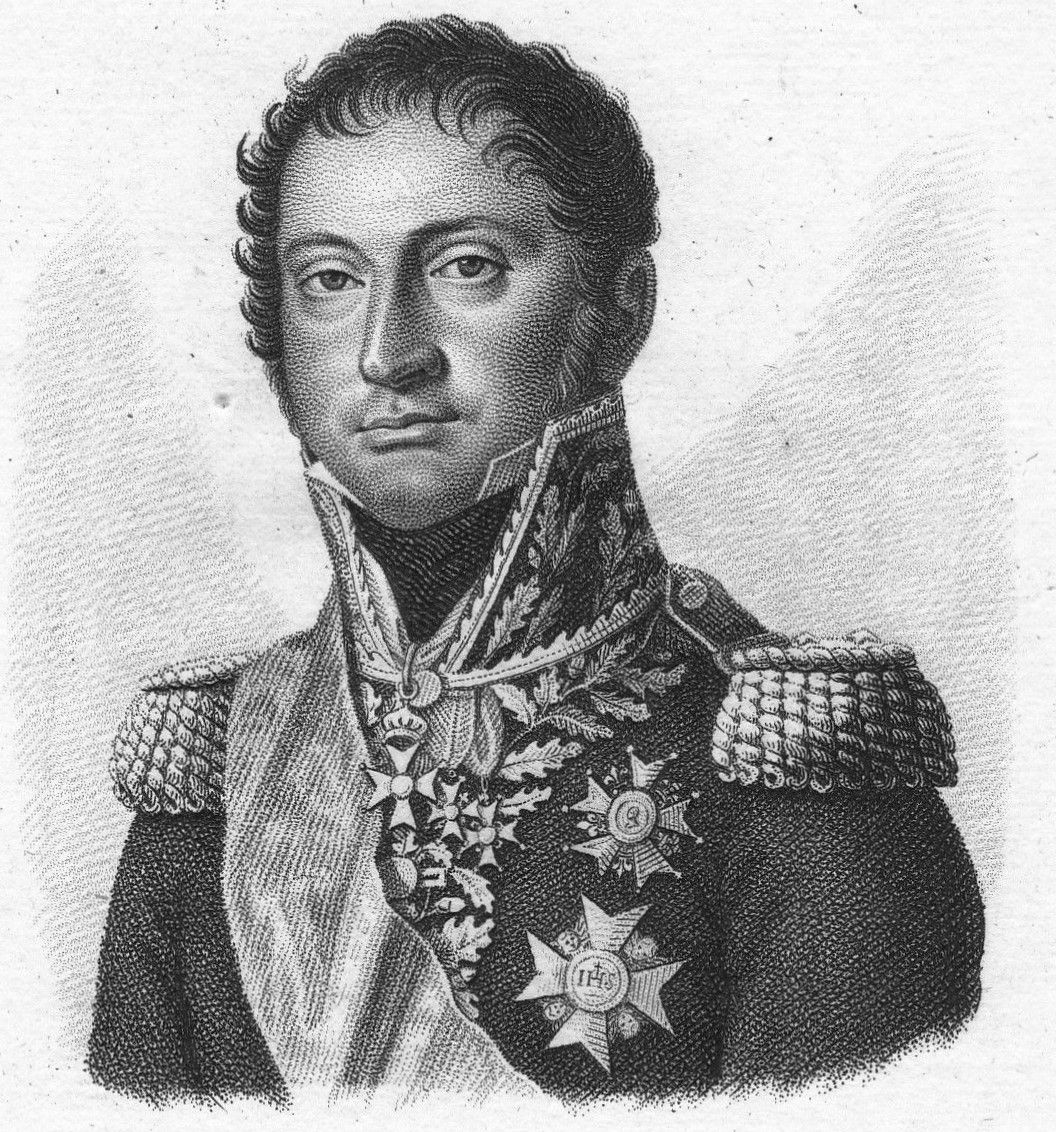
Honoré Charles Reille.
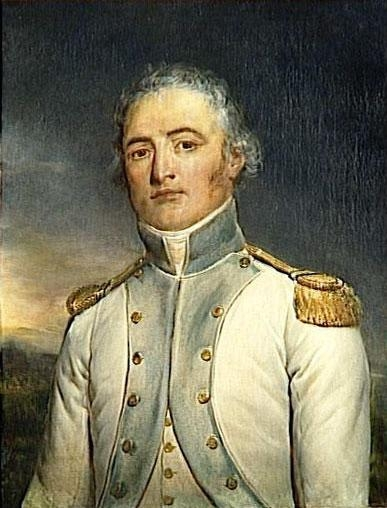
Bertrand Clauzel.
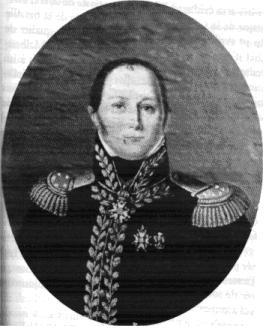
Éloi Charlemagne Taupin.
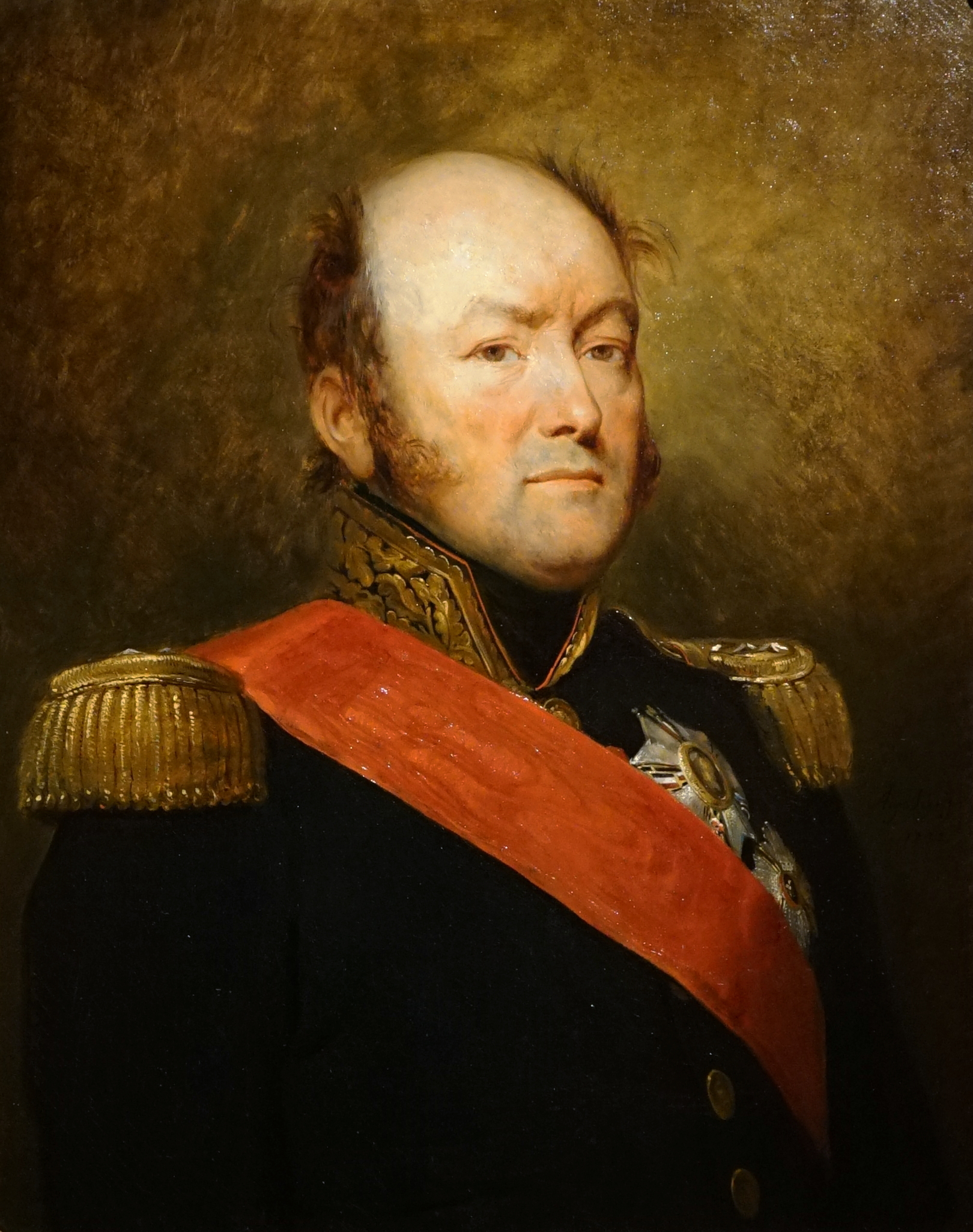
Jean-Baptiste Drouet d'Erlon.

Les deux armées se trouvent alors face à face. Du côté français, le maréchal Soult — connu également sous son titre de « duc de Dalmatie » — répartit ses forces en trois groupes. À l'ouest, les deux divisions de Reille, commandées respectivement par Boyer et Maucune, couvrent le flanc droit, entre Urrugne et Ciboure. Le centre est tenu par les trois divisions de Clauzel — les chefs en sont Taupin, Maransin et Conroux — qui gardent les hauteurs de la Rhune, de Sare et d’Ascain, épaulées sur le secteur d’Ascain-Serres par quelques éléments de la division Darricau. Enfin, à l’est, entre Amotz et le Mondarrain, sont postées les divisions d’Erlon et d’Abbé.
Le maréchal Soult réside, quant à lui, à Saint-Jean-de-Luz.
La coalition anglo-hispano-portugaise menée par Wellesley s’étale sur une même ligne de front, avec à l’est, entre Zugarramurdi et Echalar, les divisions anglaise de Ramsay et espagnole de O’Donnell, alors qu’Alten tient le col de Lizuniaga, en provenance de Vera de Bidassoa. Enfin, le flanc ouest, qui fait face aux divisions de Reille, est occupé par les troupes de Longa et de Freyre,.
La Bidassoa est franchie le 7 octobre sur un assaut de 15 000 hommes des troupes alliées, et Urrugne est le théâtre du combat dit de « la Croix des Bouquets ». La surprise est totale du côté français, les pluies orageuses de la nuit précédente ayant caché les préparatifs des assaillants qui traversent la Bidassoa en trois gués distincts, en amont de Fontarabie, alors que Soult s’attend à ce que l’attaque principale ait lieu dans la zone d’Ainhoa, c’est-à-dire à l’est de Sare. Les positions de Reille — qui s’est lui-même rendu, dès 7 h 30 ce matin-là, à la redoute Louis XIV d’Urrugne, protégée par la brigade Pinoteau — sont culbutées par la colonne de Graham ; ni Reille, ni Clauzel ne parviennent à engager leurs réserves à temps, les brigades Montfort et Boyer se trouvant alors au mont du Calvaire et au col des Poiriers à Biriatou, et la brigade Gauthier à Bordegain,.
Ce même 7 octobre 1813, à 4 heures du matin, 20 000 hommes supplémentaires s’élancent sur les fortifications de la Rhune.
Les combats cessent à la tombée de la nuit, laissant les Français toujours maîtres de la Rhune, au prix de 1 000 morts pour chacun des antagonistes. Wellington décide alors de contourner les positions françaises d’Olhain, et s’empare de la redoute de Santa-Barbara (ou Sainte-Barbe). La journée du 8 octobre voit les troupes françaises abandonner l’ermitage de la Rhune (Ermitebaita), et se replier sur la crête d’Alchangue. Les journées des 7 et 8 octobre s’achèvent sur des pertes de 1 400 hommes du côté français, contre 1 600 pour les Alliés.
Durant la nuit du 12 au 13 octobre, les troupes françaises de Conroux reprennent la redoute de Santa-Barbara et la tiennent malgré un assaut des Espagnols qui coûte 500 hommes à ces derniers.
À l'issue des combats qui se déroulent du 7 au 13 octobre, les Alliés détiennent une tête de pont sur la crête frontalière, qui compte la redoute de la chapelle d'Olhain, le sommet de la Rhune, ainsi que la totalité de la crête qui domine la Bidassoa, englobant les redoutes urrugnares des Émigrés, de la Bayonnette et de Louis XIV.
Le front se stabilise alors, et une sorte de paix tacite s’instaure entre les deux camps, amenant Français et Anglais à neutraliser certaines zones sur le versant sud de la Petite Rhune.

Généraux alliés engagés dans les combats d’octobre et novembre 1813 (sélection).
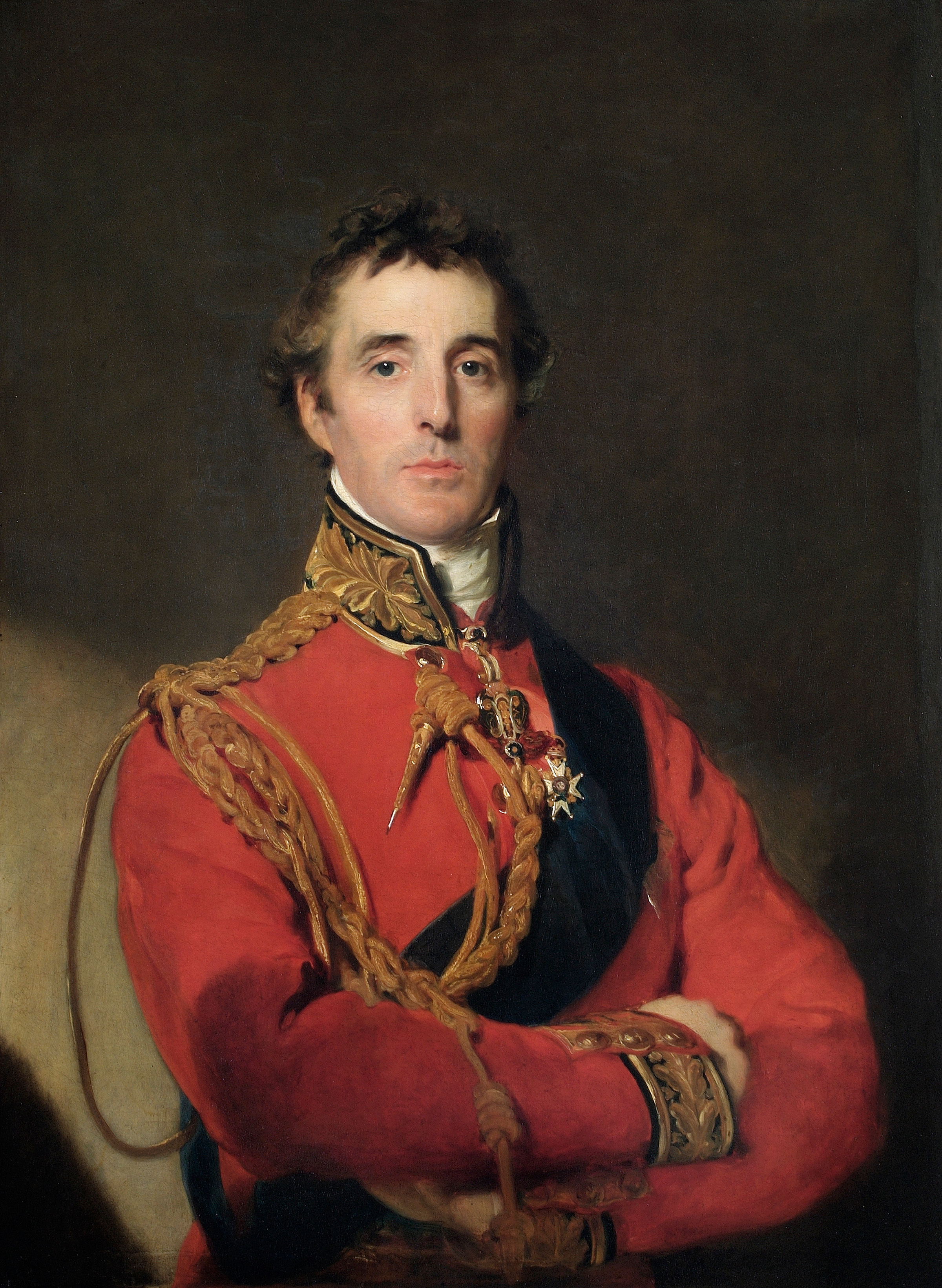
Le duc de Wellington.
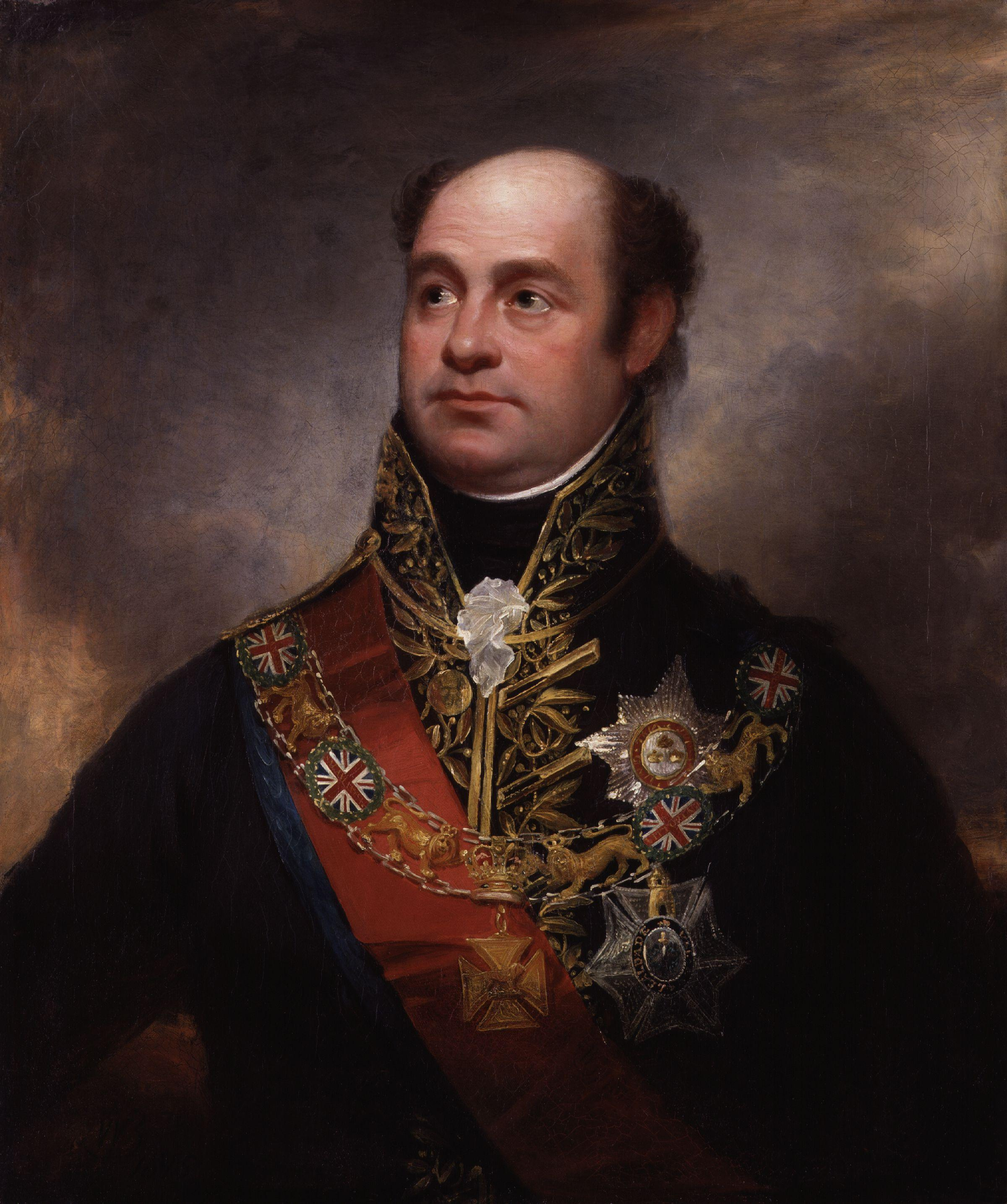
William Carr Beresford.
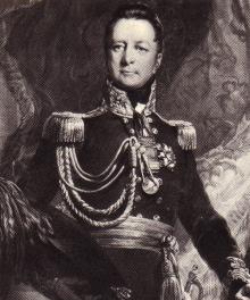
George Ramsay.
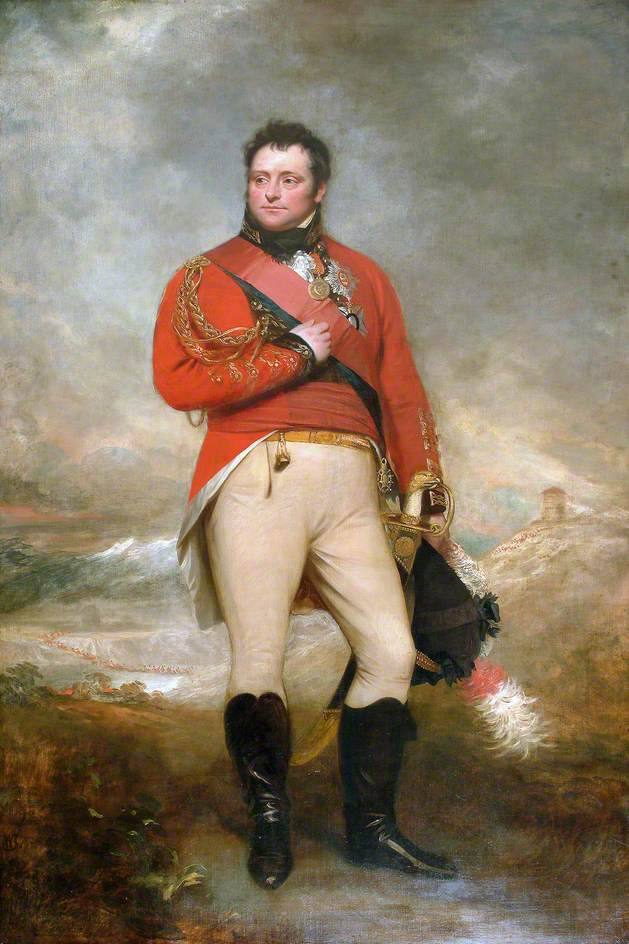
Rowland Hill.
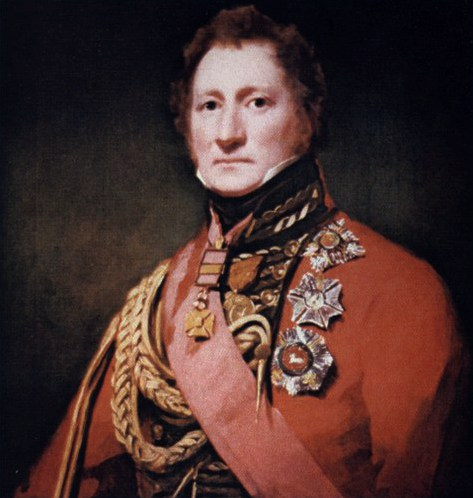
Charles Colville.
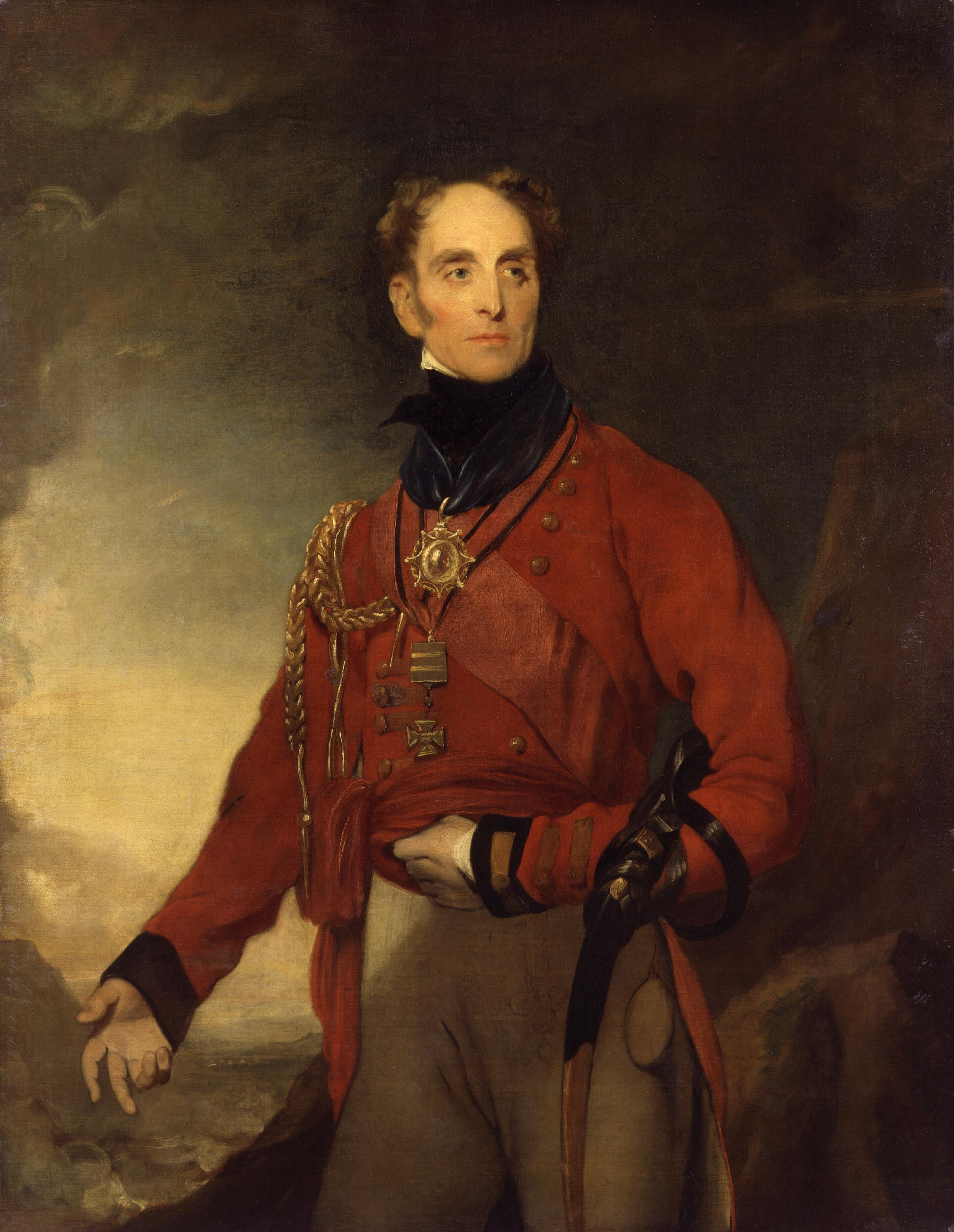
Galbraith Lowry Cole.

Wellington apprend le 20 octobre que la défense de Pampelune ne pourrait pas tenir plus d’une semaine — il s’agit d’un courrier intercepté du gouverneur de Pampelune ; la reddition de la ville intervient le 31 octobre suivant, permettant aux Alliés de concentrer leurs troupes à la frontière avec la France. Considérant également les revers français en Allemagne — la bataille de Leipzig s’achève le 19 octobre par la retraite des armées napoléoniennes —, le général en chef des Alliés décide alors de céder aux pressions des souverains alliés et d’envahir la France par le sud,.
Wellington déclenche une grande offensive le 10 novembre et lance 40 000 hommes contre les fortifications de la Rhune et dans la vallée de la Nivelle,. Le centre du dispositif français tenu par Clauzel est attaqué sur le secteur de Sare par huit divisions. Wellington prévoit de s’emparer de ce village, point faible de la ligne de défense, pour ensuite marcher vers Saint-Pée-sur-Nivelle et le quartier d’Amotz ; son objectif est de fondre sur Bayonne, pour couper l’armée française en deux parties et la forcer à combattre sur plusieurs fronts. À l’aube les Alliés, sous les ordres du général Colville, enlèvent les redoutes de Santa-Barbara et de Grenada et attaquent les positions d’Alchangue.
Les positions défendues par Clauzel et Erlon sont enfoncées par les 40 000 hommes emmenés par Hill et Beresford, alors que l’aile droite de Reille subit les assauts de Hope, à la tête de 19 000 hommes et de 54 canons, également soutenu par les feux de l’escadre anglaise,.
Le camp de Mouiz est évacué avant 8 heures du matin par les Français qui se replient sur Sare. À leur tour, vers 11 heures du matin, tombent les redoutes Louis XIV et de Saint-Ignace.
Les divisions alliées des généraux Le Cor, Cole, Alten, Longa et Freyre prennent le dessus sur les défenseurs français et s'infiltrent par « tous les couloirs naturels », pourchassant les Français qui se replient parfois sans combat et refluent en désordre vers Saint-Pée-sur-Nivelle, puis vers Bidart et Arrauntz (quartier d'Ustaritz).
Les troupes anglaises entrent dans Saint-Pée-sur-Nivelle vers quatorze heures alors que la division de Longa occupe Ascain, qui est pillée durant la nuit,. À la fin de la journée du 10 novembre, l’armée française reste déployée à l’est, appuyée à la Nive et à Larressore sous les ordres de Drouet d'Erlon ; son centre est situé près de Bayonne, sur la route de Saint-Pée ; à l’ouest elle occupe la vallée de la Nivelle, de Saint-Jean-de-Luz à Serres sous le commandement de Reille. Les troupes alliées sont alors maîtres d’Urrugne, de Sare, d’Ascain, de Saint-Pée-sur-Nivelle, de Souraïde et d’Espelette. Les pertes françaises s’élèvent à 4 265 hommes — dont 1 400 prisonniers —, auxquels s’ajoutent 51 bouches à feu et les magasins d’Espelette et de Saint-Jean-de-Luz. De leur côté les Alliés déplorent la mise hors-combat de 2 694 soldats.

« […] Du haut de la Rhune, embrassez la longue rangée de sommets que couronnent les redoutes ; voyez sur leurs flancs les courts et modestes linéaments de tranchées, trop espacées pour se prêter un mutuel appui ; placez nos malheureuses divisions sur leurs positions ; étendez le rideau de leurs avants-postes ; suivez alors la marche des colonnes ennemies serpentant de hauteur  à vallon jusqu’aux rampes de la barre d’Atome, s’y élevant, précédées d'une nuée de tirailleurs qui aveugle la défense et noie les redoutes, et vous reconnaitrez que nul génie humain ne pouvait nous sauver d’un désastre […] »

— Charles Clerc, cité par Jean-Claude Lorblanchès, Campagne de l'armée impériale du Pays basque à Toulouse (1813-1814), 2013, p. 65.

## Les redoutes d'Ascain

Les redoutes d’Ascain, inscrites MH.
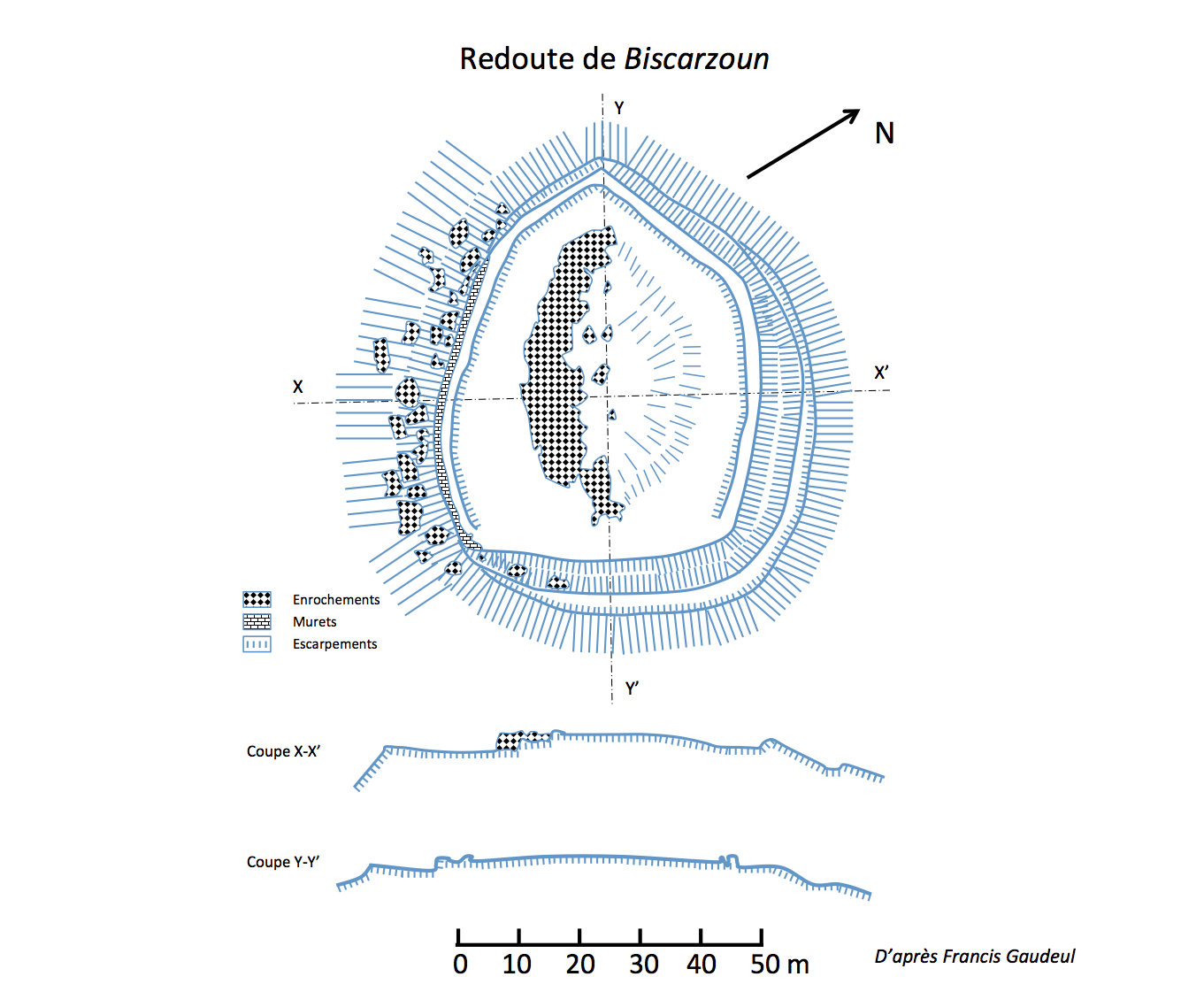
La redoute de Biscarzoun.
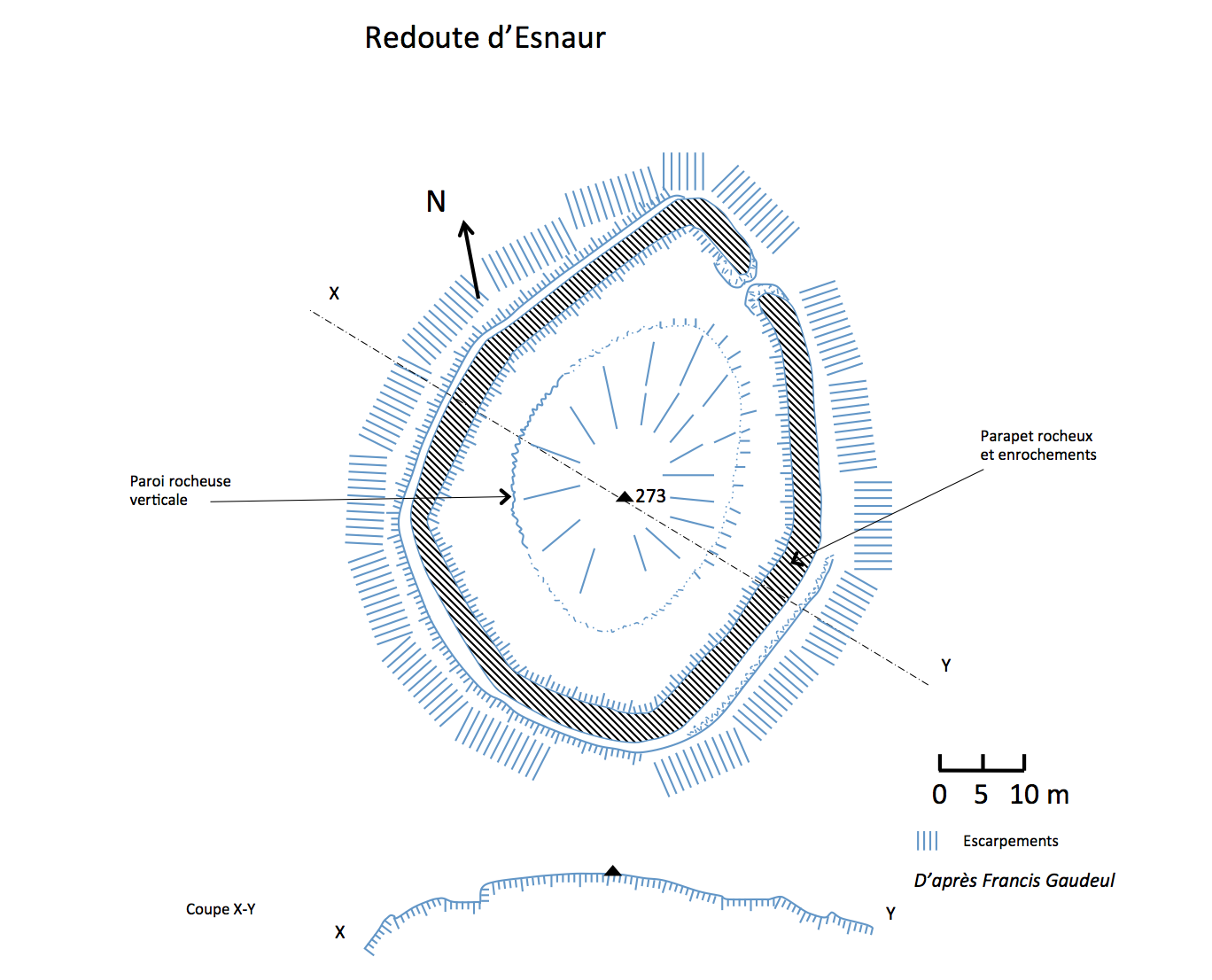
La redoute d’Esnaur.

Les redoutes de Biskarzoun et d’Esnaur sont juchées au sommet de deux monticules qui dominent Ascain, permettant d’observer l’avancée d’éventuels assaillants dans toutes les directions. Quoiqu’isolées du reste de la position, et encore inachevées à l’aube du 10 novembre 1813, elles étaient de taille à résister à une attaque directe, du fait de leur situation. Au début des combats, les deux ouvrages semblent avoir été tenus par des unités de la division Taupin, appartenant en particulier au 47e de ligne.
La redoute de Biskarzoun — ou encore Biscarzoun ou  Biskarzun — surplombe le bourg d’Ascain à la cote 185 mètres. Elle forme un heptagone irrégulier et un entassement de blocs rocheux s’élève en son milieu. Son périmètre mesure près de 100 m pour une superficie approchant les 650 m2.
Au sud-est de la position, une tranchée en arc de cercle, creusée dans un ressaut de terrain à quelque 75 m de la redoute, permettait aux défenseurs de couvrir l’angle mort qui gênait dans cette direction les artilleurs de la batterie de la fortification principale.
Comme la redoute d’Esnaur, elle semble avoir été conquise sans combat, vraisemblablement sur ordre de Taupin, aucune trace de lutte n’y ayant été découverte.
Elle s'étend également sur la commune de Saint-Pée-sur-Nivelle et fait l'objet d'une inscription auprès des monuments historiques depuis 1992.
La redoute d’Esnaur domine, à 273 mètres d'altitude, l’accès au col de Saint-Ignace. Elle forme, en une réplique d’un format supérieur à celui de l’ouvrage de Biskarzoun, un polygone irrégulier à sept côtés, d'une superficie de 2 200 m2 et d'un périmètre de 150 m. Une couronne de 6 à 9 mètres l’entoure, par endroits creusée dans le roc, à l’aide d’une technique qui s’apparente à celle mise en œuvre dans certaines enceintes protohistoriques, dites « à gradins ».
Une plateforme ovoïde marque son centre.
Cette fortification est inscrite auprès des monuments historiques depuis 1992.
La forteresse naturelle d’Ihicelhaya protège Ascain depuis le sud, à la cote 419 m. Des combats s’y sont tenus — un muret de pierres sèches atteste une activité militaire — sans que l’on ait pu déterminer s’il s’agissait de ceux de 1793 - 1794 ou de ceux de 1813. Des galeries ont été creusées dans la roche qui forme un ensemble d’une cinquantaine de mètres sur vingt.
La redoute de l’ermitage est, elle, située au sommet de la Rhune. Il s’agit d’un ouvrage en pierres sèches, édifié sur les restes de l’ancienne chapelle. Elle accueillit une batterie de canons alliée permettant d’atteindre la crête fortifiée d’Alchangue.
Un certain nombre d’ouvrages ont disparu au XXe siècle, ensevelis sous des travaux d’urbanisation et de lotissement. Il s’agit en particulier des redoutes de Chanoneta, Uramendi et Beheré. La redoute de Teilleria, ou des Tuileries, était positionnée sur Serres, entre Saint-Jean-de-Luz et Ascain. Elle constituait le camp de Serres où était cantonnées des troupes de réserve. Cette fortification, également détruite par des aménagements au XXe siècle, formait un pentagone perché à 57 m d’altitude, à 500 m de la chapelle du hameau de Serres, contrôlant la Nivelle, Ascain et la route de Saint-Jean-de-Luz.

## Les redoutes de Sare

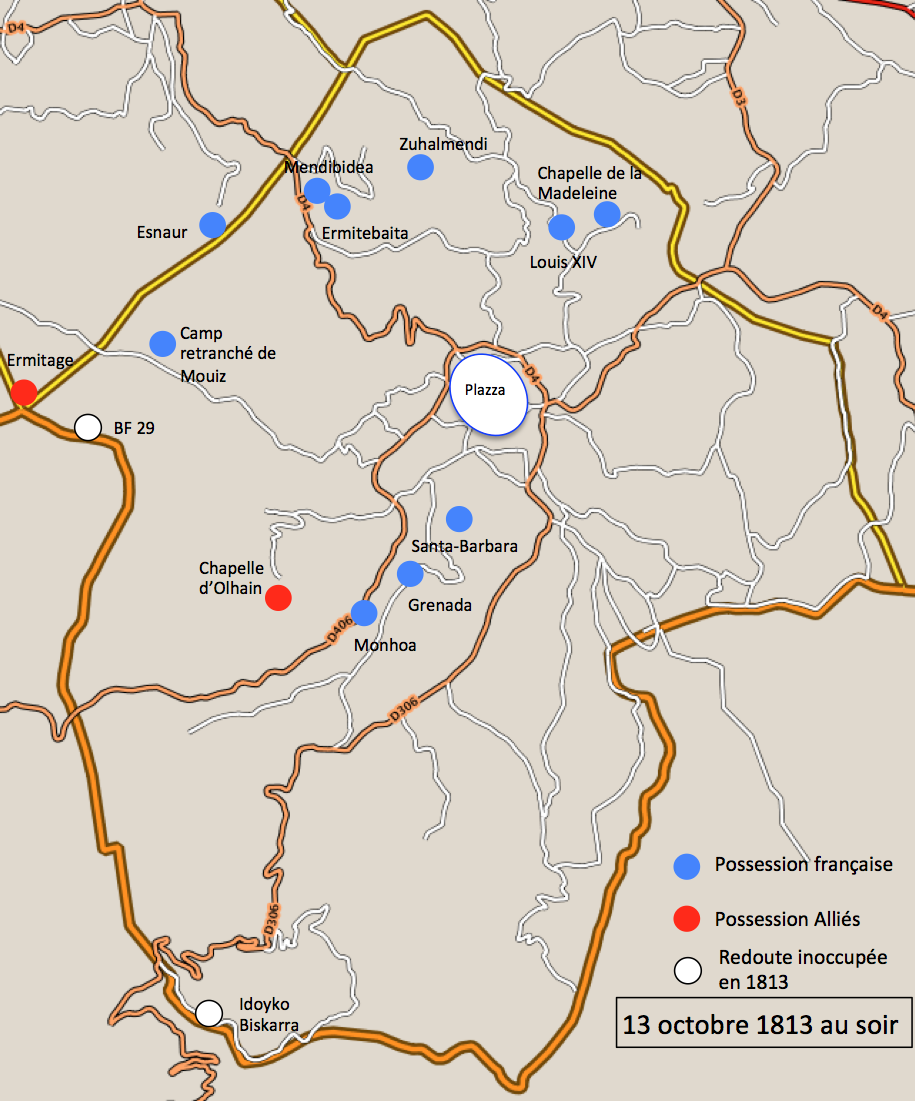
Les positions respectives des Français et des Alliés autour du verrou saratar, le 13 octobre 1813 au soir, avant l’offensive déterminante menée par Wellington du 10 novembre.

Fortifications du camp retranché de Mouiz.
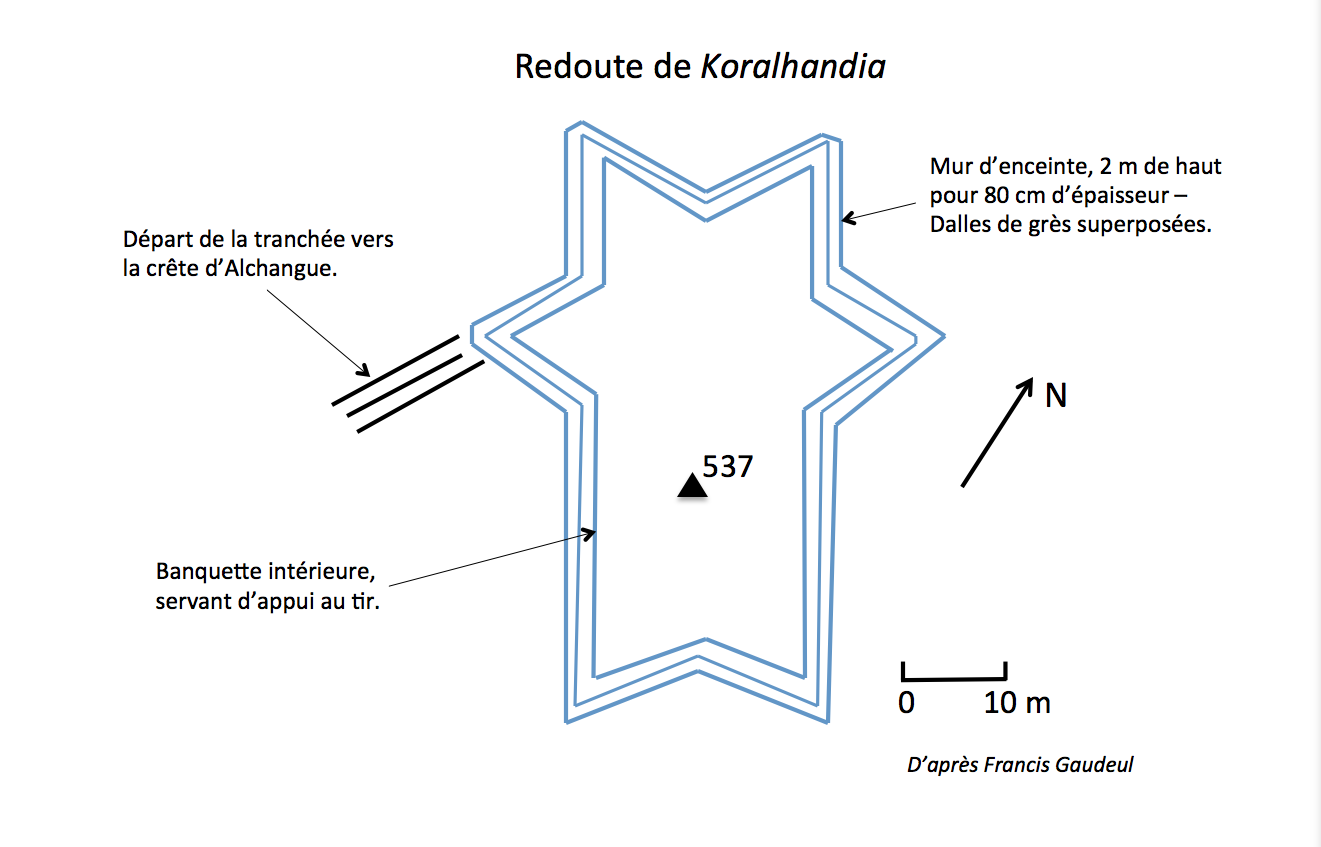
La redoute en étoile de Koralhandia.
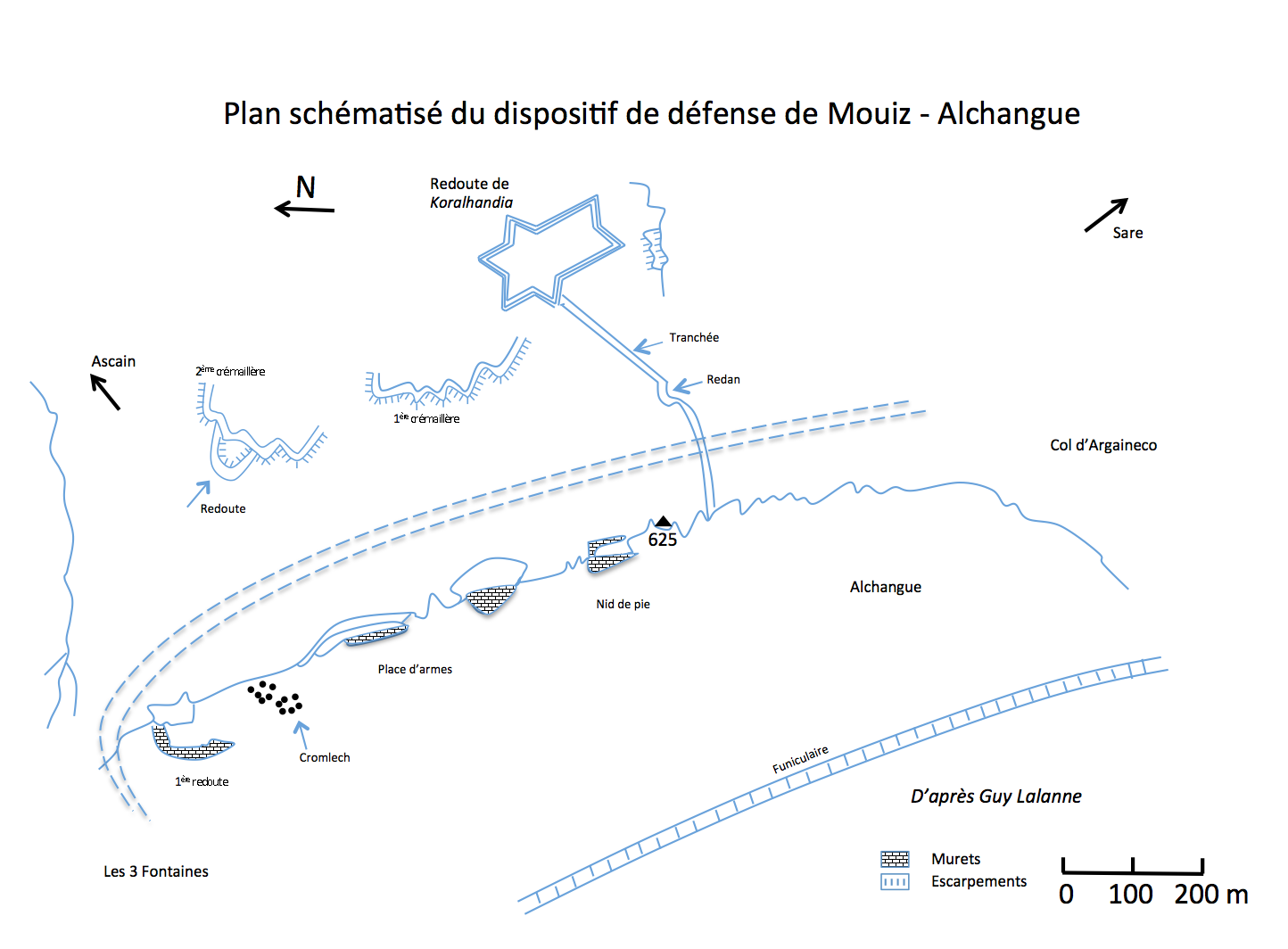
Plan schématisé du dispositif de défense de Mouiz - Alchangue.

Le camp retranché de Mouiz, nommé également Koralhandia — « grand enclos » — fut construit en 1813 ; il s'agit de l'ouvrage le plus important du dispositif de défense. Il est situé sur les pentes nord du massif de la Rhune — au lieu-dit Aira-herri à la cote 537 —, à quelque 800 mètres au nord-est de la station des Trois-Fontaines du chemin de fer de la Rhune et à 1 400 m au sud-ouest du col de Saint-Ignace ; la position fut adoptée pour protéger l'accès au col de Saint-Ignace et au village de Sare, pour un assaillant provenant de l'ouest ou du sud-ouest. Si la redoute est située sur le territoire de Sare, l’extrémité ouest de la crête d’Alchangue — appelée Petite Rhune par les militaires, indépendamment du sommet de même nom — figure sur le cadastre d’Ascain.
La redoute, construite en dalles de grès superposées, sans aucune adjonction de ciment, se présente sous la forme d'une étoile à six pointes, particulièrement adaptée aux tirs de flanquement à courte portée. Elle couvre une superficie de 1 040 m2 et sa paroi, dépourvue de meurtrières, s'élève à deux mètres de hauteur pour une épaisseur de 80 cm. Une tranchée à redent de près de 400 m la relie à Alchango-harriak — « Alchangue » — crête fortifiée à 500 m au sud-ouest de la redoute, qui s’étend du col d’Argaïneko au col des Trois Fontaines ; la crête culmine à 625 m et quatre postes d’infanterie y ont été aménagés. La fortification est armée de six pièces d’artillerie.

« […] partout, les rochers sont reliés par des murgers et les anfractuosités utilisées pour loger escouades et sections. Il fallait bien qu’exposés au froid et aux tourmentes de l’arrière-saison, violents à de telles hauteurs, ces malheureux se couvrissent. De là, un luxe d’ouvrages, d’ailleurs faciles à élever, la roche se trouvant sur place et se délitant en minces dalles […] »

— Charles Clerc, cité par Jacques Antz, Sare, 1993, p. 331.
L'ouvrage, dont le périmètre mesure 1 460 m dont 1 040 m de murs en pierres sèches, fait l'objet d'une inscription auprès du ministère de la Culture depuis le 4 novembre 1986.
Le 10 novembre 1813, les brigades Kempf du 43e régiment allié, et Colborne, du 17e régiment portugais attaquèrent le camp de Mouiz depuis la crête, pendant qu’un autre bataillon portugais marchait directement sur la fortification. Les défenseurs français y combattirent jusqu’à la limite de leurs forces et de leurs munitions, des pierres et des rochers étant utilisés durant l’ultime assaut des Alliés.

Les redoutes du nord de Sare inscrites MH.
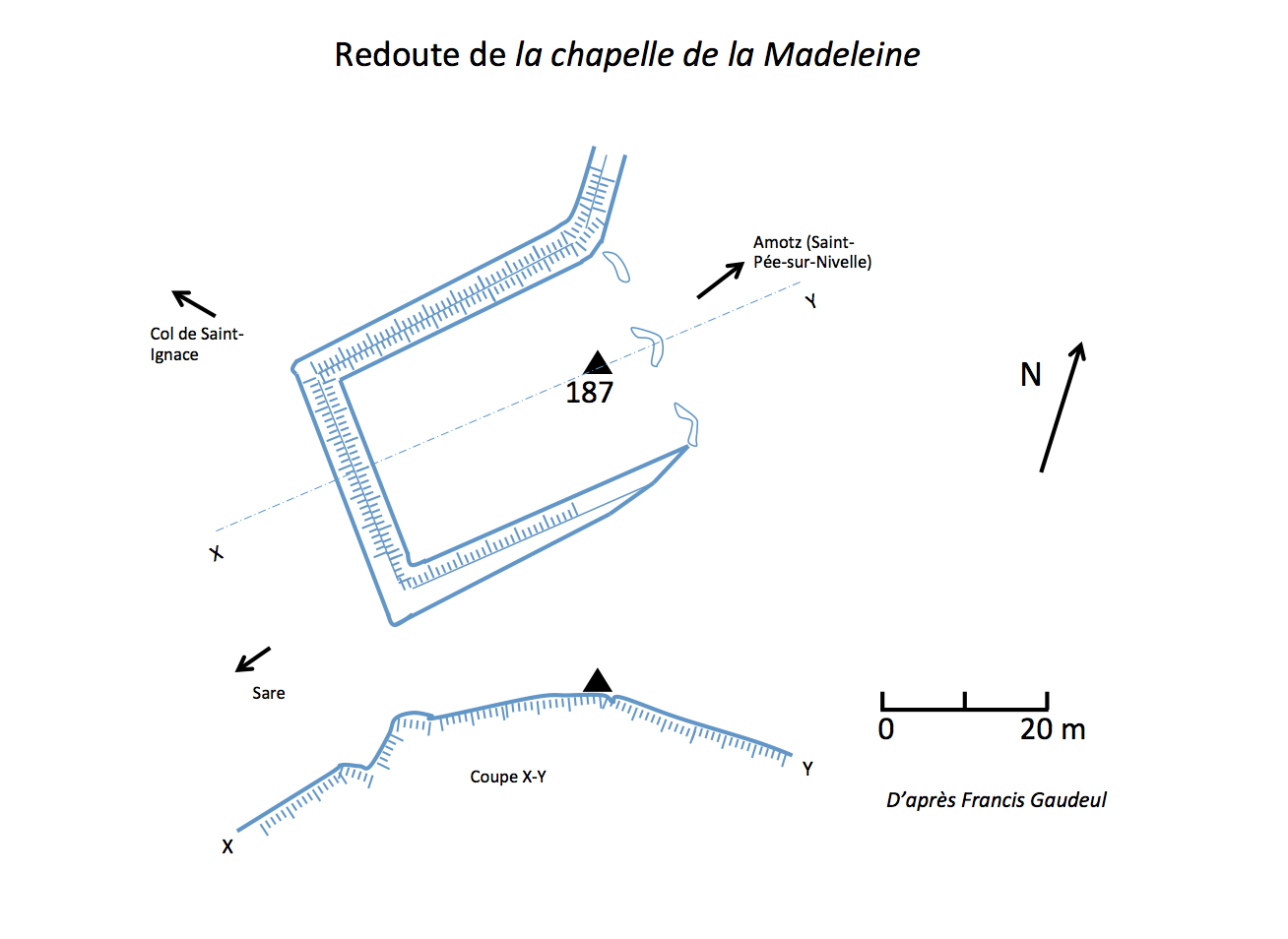
La redoute de la chapelle de la Madeleine.
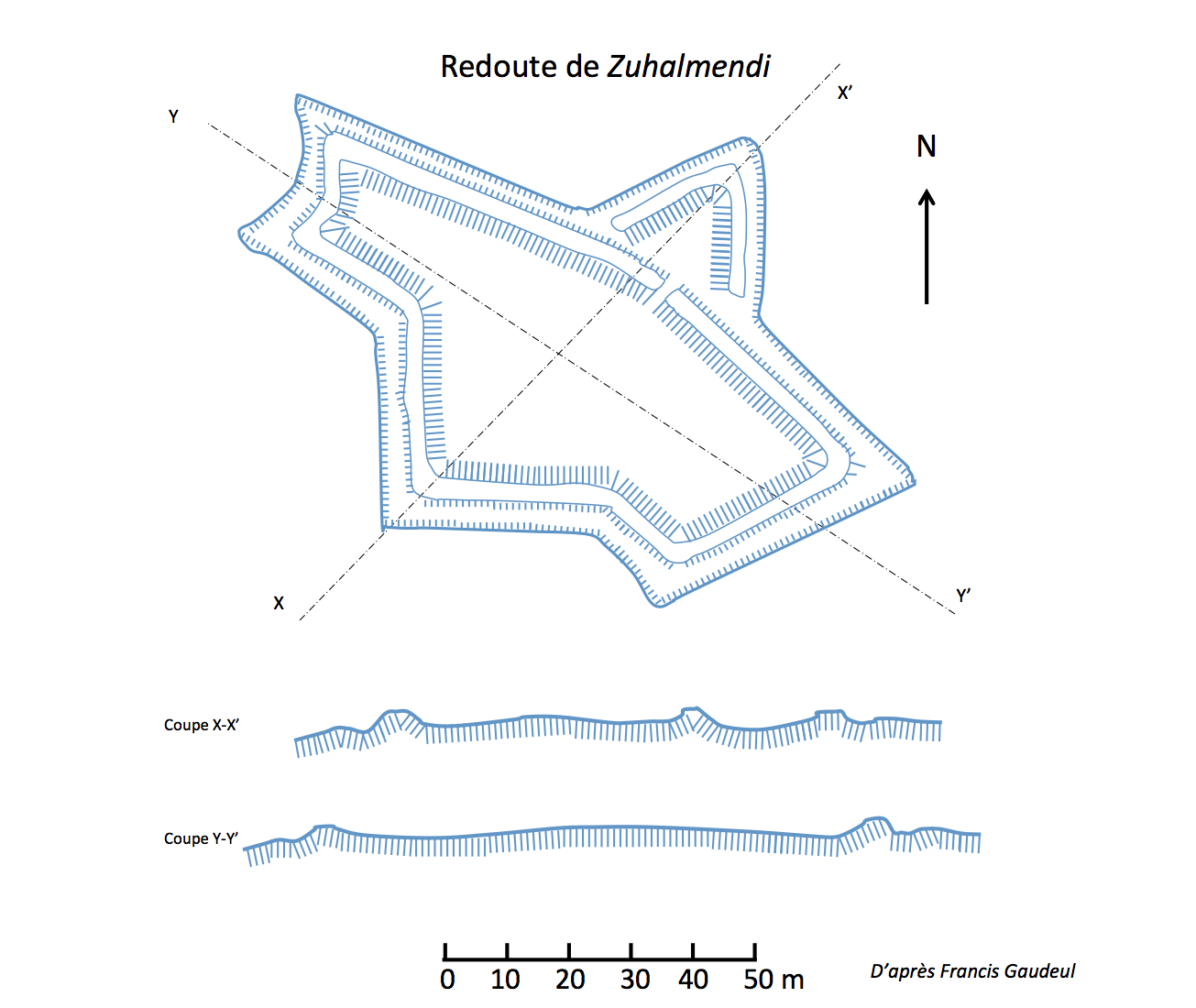
La redoute de Zuhalmendi.
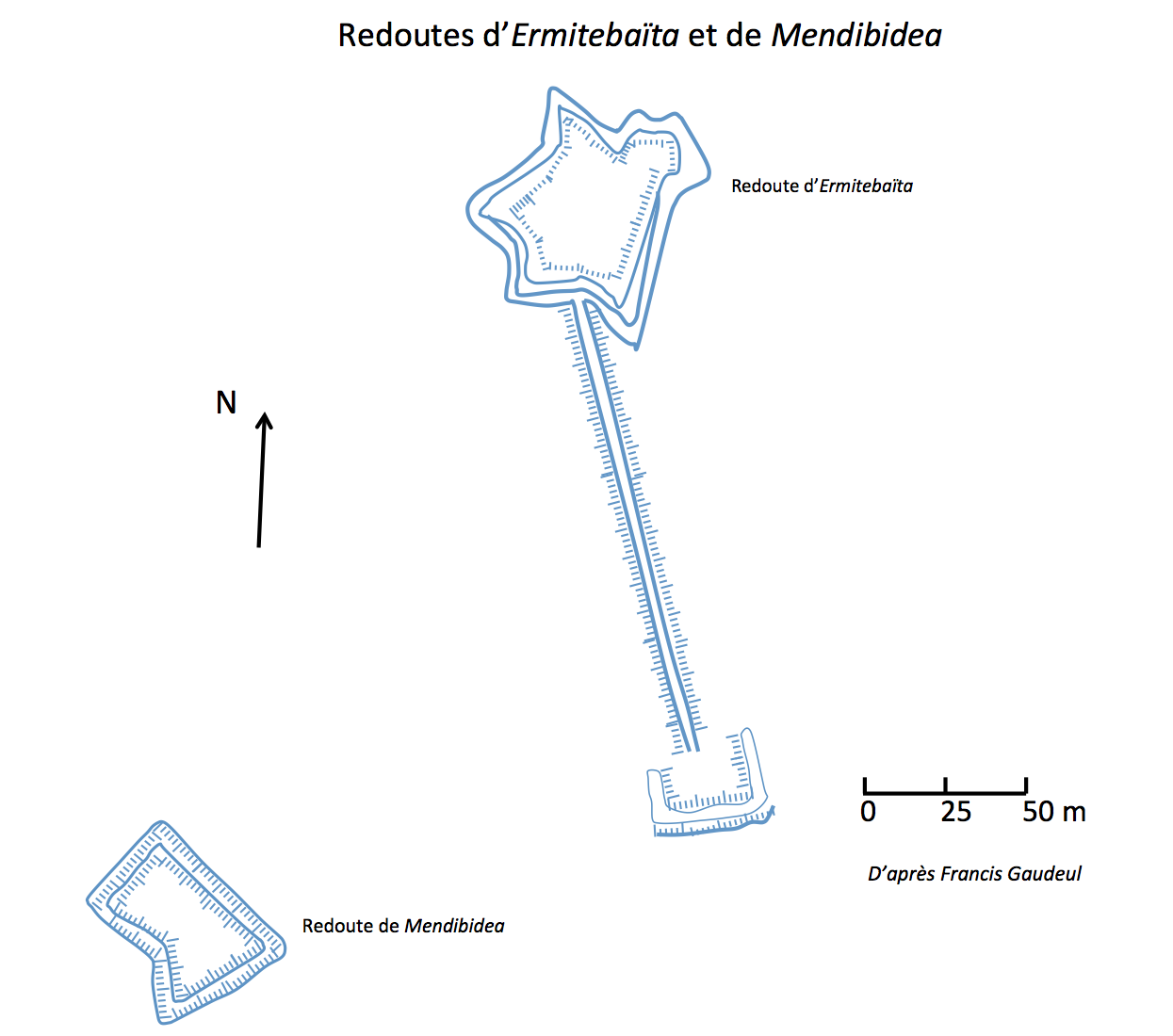
Les redoutes d’Ermitebaita et de Mendibidea.

La redoute de la chapelle de la Madeleine est un ouvrage situé au nord-est de Sare, en direction du quartier Amotz de Saint-Pée-sur-Nivelle. Il s’élève à la cote 187, et forme un quadrilatère dont trois des côtés sont protégés par un fossé profond. La face orientée vers Amotz est, quant à elle, défendue par plusieurs petits ouvrages.
La tranchée d’Uhaldekoborda, s’étend sur près de 500 m, à 250 m à l’est ; elle est protégée par un parapet d’une hauteur de 60 m.
Le 10 novembre 1813, le front constitué par la redoute de la chapelle de la Madeleine et celle de Louis XIV, fut débordé après deux assauts infructueux de deux divisions anglo-portugaises.
Cette redoute fait l’objet d’une inscription depuis 1993.

La redoute de Zuhalmendi — ou encore Zuharamendi et Souhamendi, également appelée redoute des signaux — se dresse au nord-ouest du bourg, à proximité du col de Mendionde, et à la cote 301. Il s’agit d’un ouvrage en étoile de 115 m sur 85 m, d'un périmètre de 310 m, protégé par un fossé profond, infranchissable par les assaillants. L’ouvrage, défendu par 350 soldats aguerris du 88e régiment de ligne, subit cinq assauts successifs avant de se rendre. Cette reddition fut obtenue par le colonel anglais, venu parlementer avec le commandant du régiment, le convainquant de l'inutilité d'une résistance devant l'avancée des Alliés. Deux cents soldats anglais y trouvèrent la mort, pour un défenseur français. 

« […] Les Français sortirent dignement de cette redoute et défilèrent devant les troupes anglaises qui leur rendirent les honneurs […]. »

— Jacques Antz, Sare, 1993, p. 346.
L’ensemble est inscrit en 1992.
Les deux fortifications d'Ermitebaïta et de Mendibidea, pouvant se soutenir mutuellement, forment un ensemble qui dispose de vues étendues sur les positions des assaillants émergeant du ravin qui s’étend du col de Saint-Ignace au col de Mendiondo ; cet ensemble est également destiné à défendre l’accès à la crête protégée par la redoute de Zuhalmendi.
La redoute d’Ermitebaïta surplombe le col de Saint-Ignace, et sa position à 268 m d’altitude est éloignée de deux kilomètres à vol d’oiseau du sommet de la Rhune en direction du nord-est et à 750 m au sud-ouest de la redoute de Zuhalmendi. Il s’agit d’une fortification en étoile, au périmètre de 185 m, qui s'inscrit dans un quadrilatère de 90 m sur 75 m, avec un parapet entouré d’un fossé de quatre mètres. Une tranchée la relie à un avant-poste en forme de « U », qui défend le col.
En 1813, les jeunes recrues qui l’occupaient l'abandonnèrent sans combat, après l’évacuation de la redoute de Louis XIV. Son inscription date de 1992.
Située à 250 m d'Ermitebaita, la redoute de Mendibidea couvre l’ouest du col de Saint-Ignace. Son périmètre mesure 152 m.
Comme sa voisine, elle fut abandonnée sans combat par le 70e bataillon de ligne, composé de recrues inexpérimentées, dès lors que la redoute Louis XIV eut été évacuée, sous la progression des Espagnols des divisions Longa et Freyre. Malgré les efforts du général Taupin, le bataillon ne put être rassemblé,.
La structure, encore bien conservée, tout comme celle d'Ermitebaita, fait l’objet d'une inscription depuis 1992.

Les redoutes du sud de Sare inscrites MH.
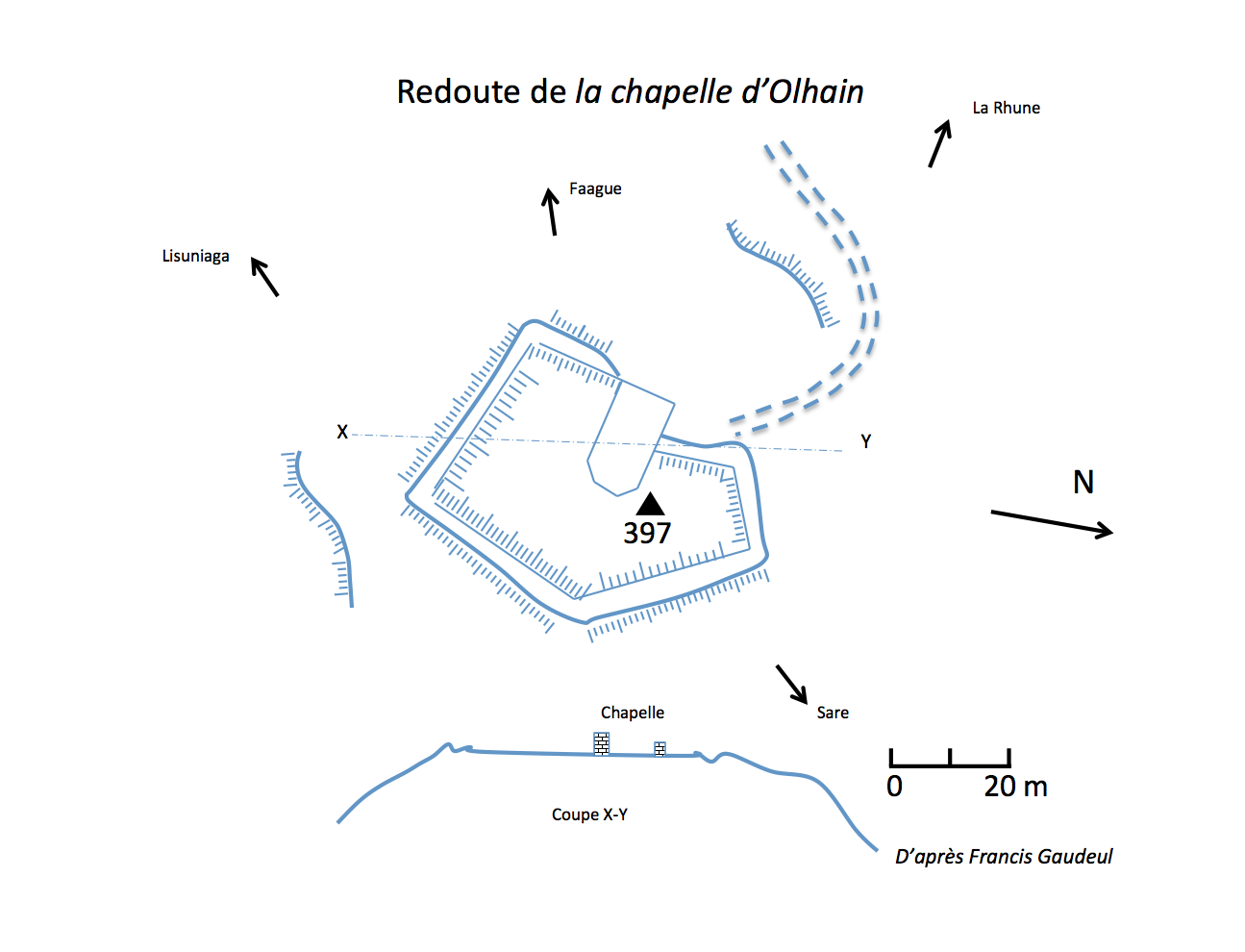
La redoute de la chapelle d’Olhain.
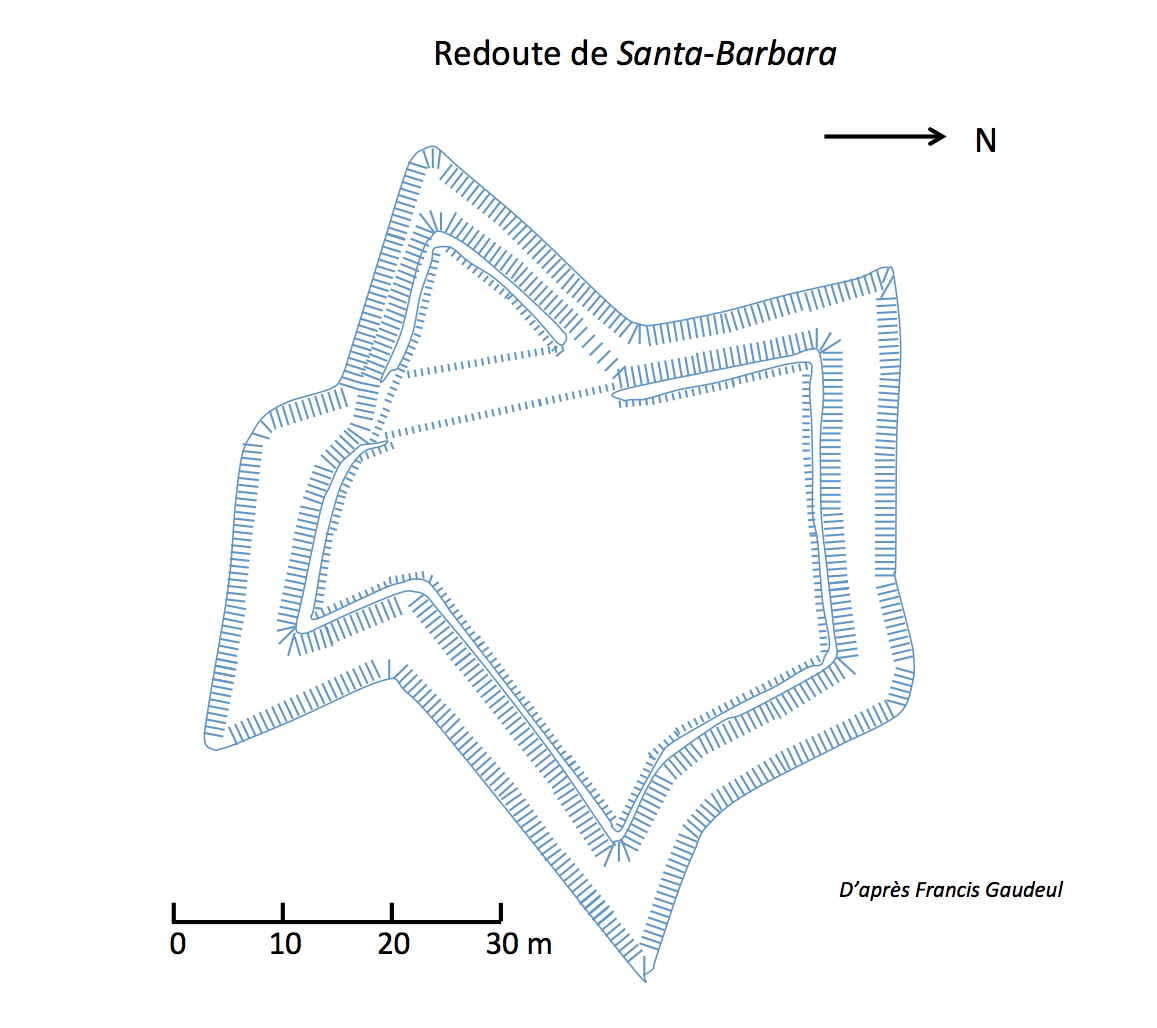
La redoute de Santa-Barbara.

La chapelle d’Olhain trône au sommet d’une colline qui domine, à 397 m d’altitude, la route qui mène de Sare à Vera de Bidassoa. La redoute forme un pentagone irrégulier dont les deux plus grands côtés mesurent 25 m. L’un d'eux, faisant face à la Rhune, englobe la chapelle et s’appuie sur deux murs latéraux opposés.
Wellington s’en empara durant les combats des 7 et 8 octobre 1813, avant de lancer une offensive sur la redoute de l’ermitage. L’ouvrage est inscrit depuis 1992.
La redoute de Santa-Barbara, située à 137 m d’altitude dans le quartier Lehenbiscay, est juchée sur la colline de Santa-Barbara, sur le rebord du plateau qui domine le ruisseau de Lizuniaga, à 1 500 m au sud de l'église de Sare,. Elle présente une forme étoilée et elle est protégée par un fossé de 4,60 m à 6,50 m de large, doublé à l’intérieur d’un parapet d’une longueur de 180 m. Elle s'inscrit dans un quadrilatère de 80 m de côté. Elle semble faire partie d'un ensemble défensif plus vaste, dont elle constitue la partie principale.
L’ouvrage a fait l’objet d’une inscription depuis 1993.
Durant la campagne des Pyrénées-Occidentales (1793 - 1795), la position fut défendue par Théophile de la Tour d’Auvergne, dit « Premier grenadier de la République ».
Détruite en 1795, elle fut reconstituée en 1813. Les combats virent la redoute changer plusieurs fois de mains du 7 au 13 octobre 1813 ; les troupes de Wellington ne s’en emparèrent définitivement le 10 novembre, au prix de 500 hommes hors de combat, contre 200 soldats impériaux.

Autres redoutes de Sare (sélection).
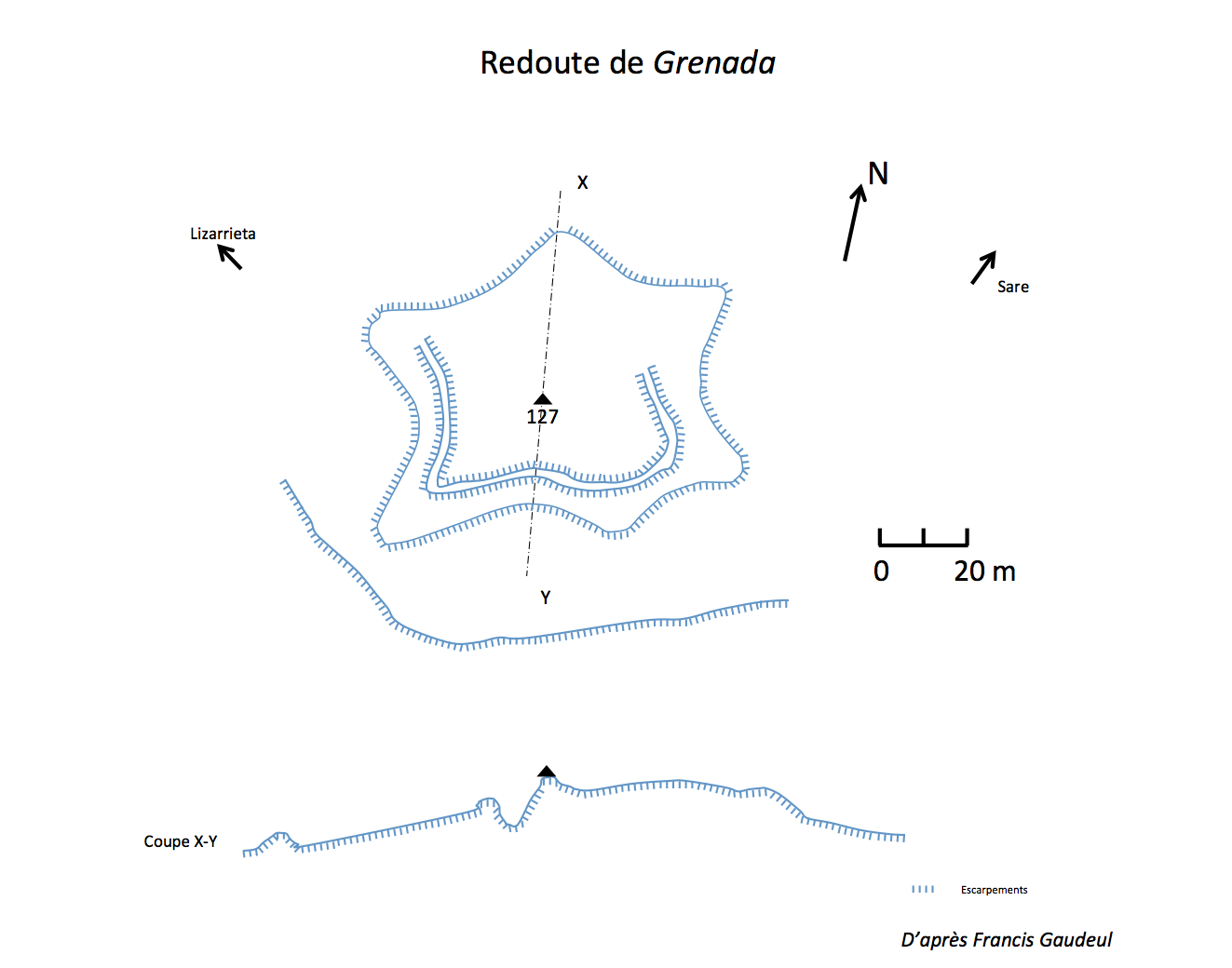
La redoute de Grenada ou de Chelkor.
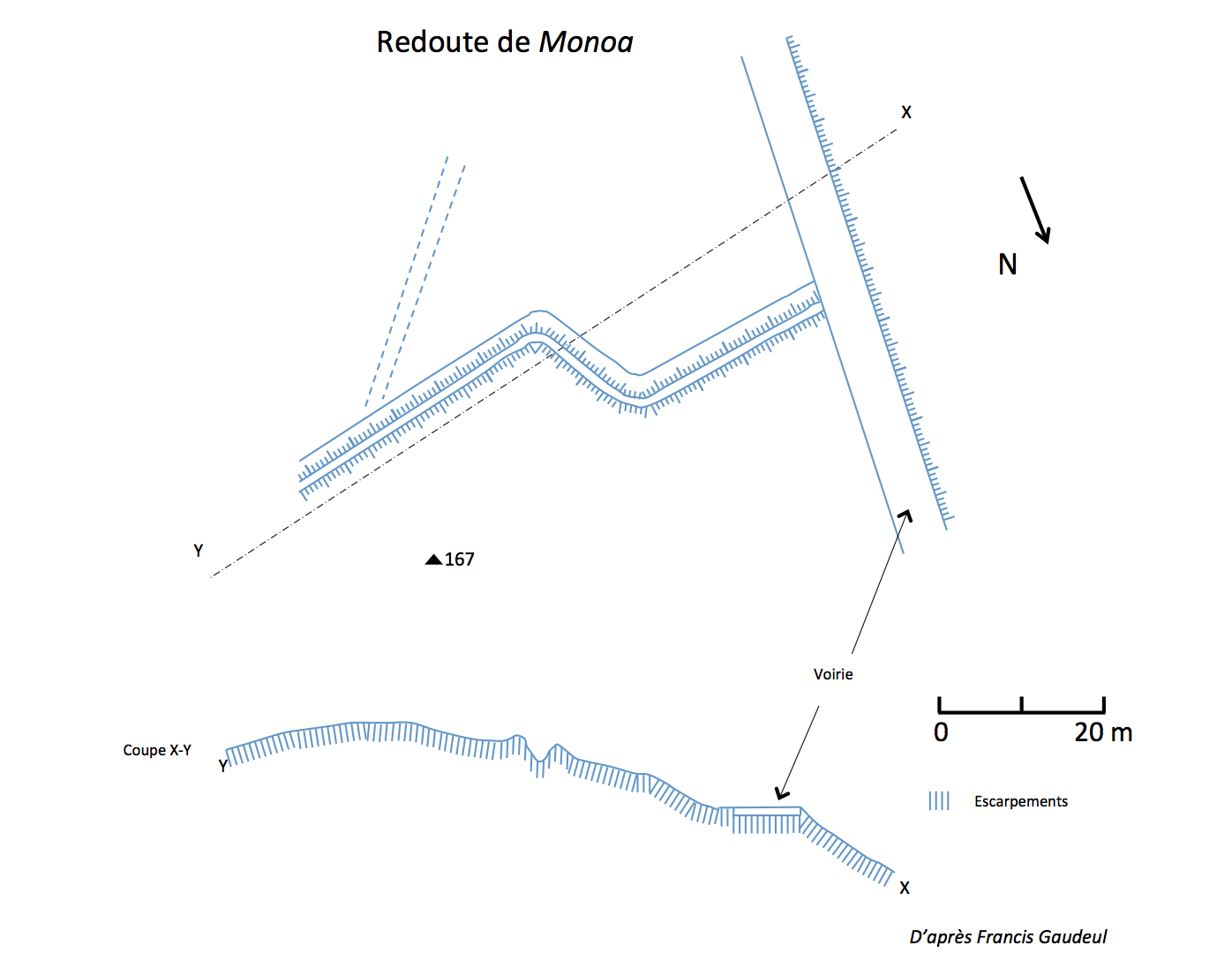
La redoute de Monoa.
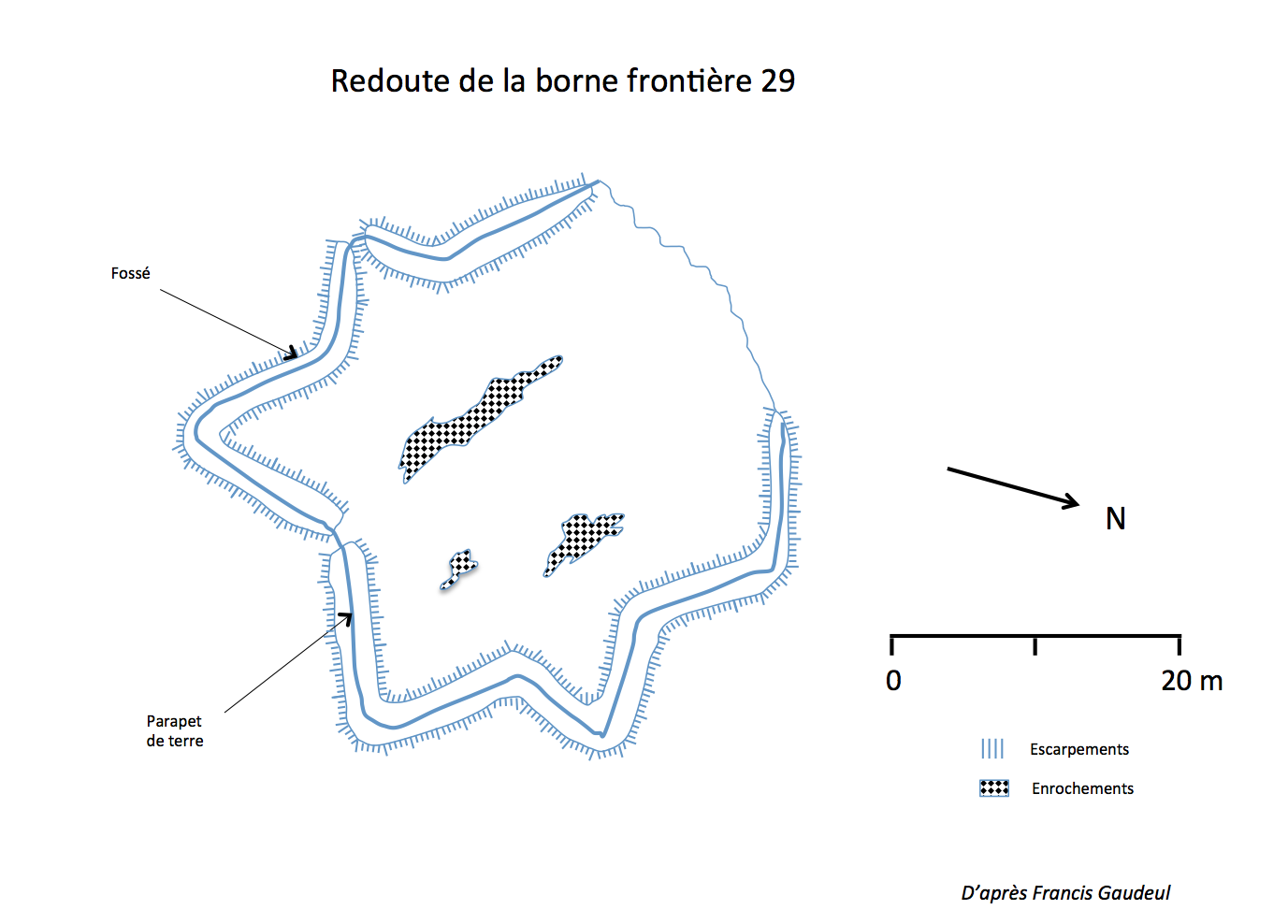
La redoute de la borne frontière 29.
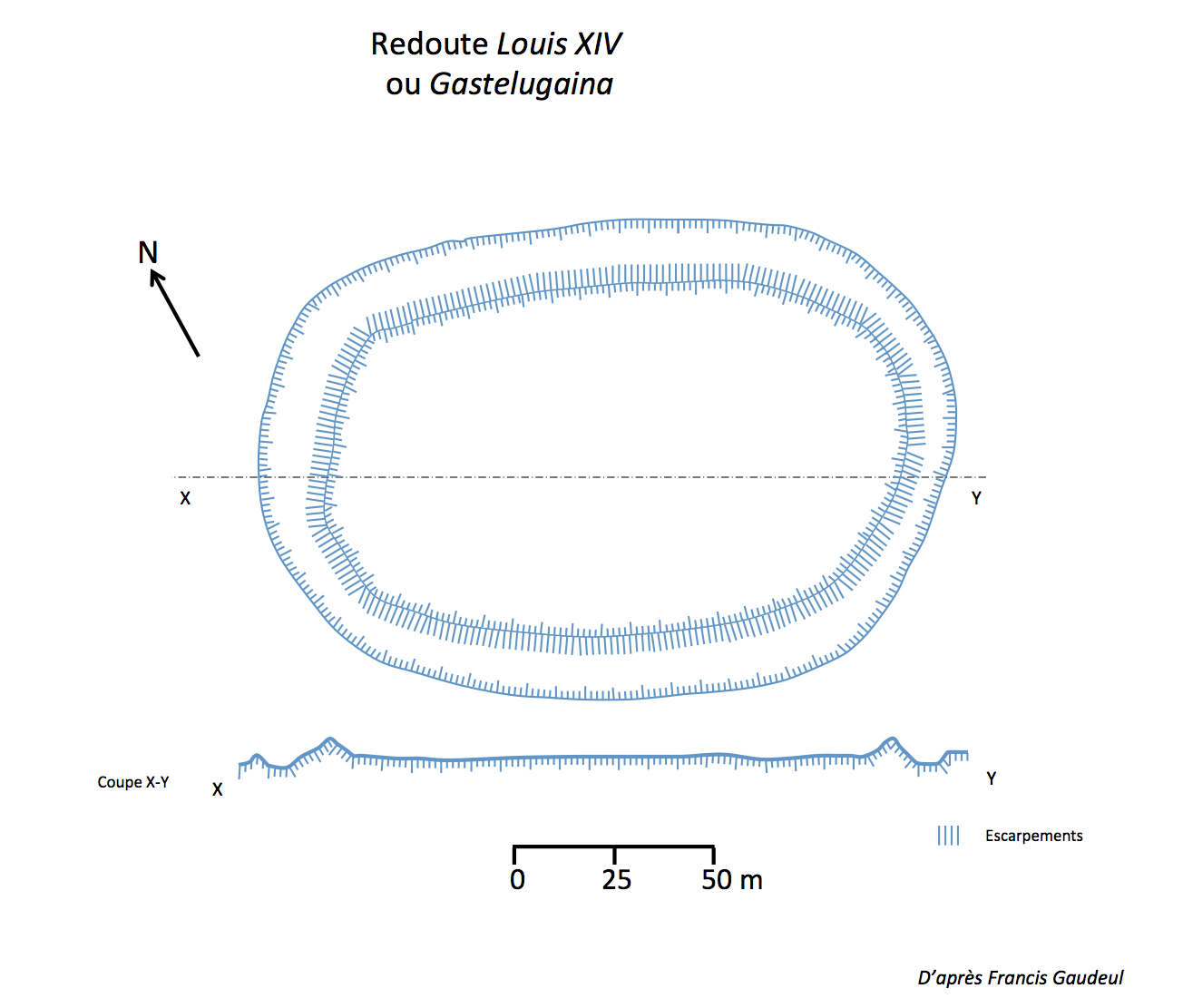
La redoute Louis XIV.

La redoute de Grenada — également dénommée Chelkor — sur le territoire de Sare, domine la route qui se dirige vers le col de Lizarrieta du haut d’une colline de 127 m d’altitude. Il s’agit d’un ouvrage en forme d’étoile à six branches d’un périmètre de 80 m ; il est entouré d'un fossé large de 1,5 à 2 m. Le parapet de terre à l’intérieur de l’étoile est doublé dans sa partie sud par un fossé de 50 cm. Durant les combats de 1813, la redoute offrit une résistance sérieuse aux troupes alliées ; prise sous le feu d’une batterie anglaise à cheval, elle céda sous l’attaque d’une brigade d’infanterie portugaise.
La redoute de Monhoa — de la Monhoa ou encore Monhohandi — à Sare, sert d’avant-poste aux redoutes de Santa-Barbara et de Grenada, sur la route qui relie le col de Lizarietta à celui de Lizuniaga. Située à une altitude de 167 m, il n’en subsiste qu’un fossé en forme de « Z », et l’absence de vestiges de part et d’autre laisse penser qu’elle ne constituait qu’une demi-redoute.
Sur Sare également, la redoute de la borne frontière 29, appelée également de Bechinen, est sise sur un plateau à 600 m d’altitude, au pied du sommet de la Rhune. Elle forme une étoile, protégée par un fossé profond de 50 cm et par un parapet de terre ; elle est adossée à une borde en pierres sèches au sud-ouest. Les recherches ont montré qu’elle fut le théâtre d’importants combats durant les guerres de 1793 - 1794.
La redoute Louis XIV — qui porte également le nom de Mendiondo ou Gastelugaina — a disparu depuis 1977, hormis un fragment de rempart dans lequel s’est encastré l’actuel château d’eau. Il s’agit, selon le général Francis Gaudeul, d’une enceinte protohistorique aménagée pour les besoins des guerres du XIXe siècle. Elle fut également utilisée durant les combats de 1793 - 1794 contre les troupes espagnoles.

« […] L’enceinte dite redoute Louis XIV appartenait au type à parapets de terre ; son plan se présentait sous la forme d'une ellipse dont les dimensions extrêmes étaient d’environ 165 mètres pour le grand axe et de 110 mètres pour le petit axe. Sa protection était assurée par un fossé et un parapet […] »

— Francis Gaudeul, cité par Jacques Antz, Sare, 1993, p. 338.
La forme ellipsoïdale est assez peu courante parmi les fortifications de l'époque moderne, due sans doute aux origines protohistoriques de l'ouvrage.
Protégés par les brigades Barbot à l'est et Rouget à l'ouest, les soldats de Maransin repoussèrent deux assauts, le 10 novembre 1813. La division Conroux se repliant à sa gauche, la redoute tomba alors aux mains des Alliés, les Français y perdant trois officiers et 179 soldats. Le général Maransin, un moment prisonnier des assaillants, parvint à s'évader et à reprendre la tête de sa division.
La redoute d’Idoyko Biskarra est construite à cheval sur la frontière entre l'Espagne et la France, autour de la borne frontière 43. Elle est située au sommet d’une colline, à 502 m d’altitude, à 300 m du col de Lizarrieta. Demi-redoute ovoïde orientée vers le territoire français, elle semble n’avoir été utilisée que durant les combats de 1793 - 1794.

## Les redoutes d'Urrugne

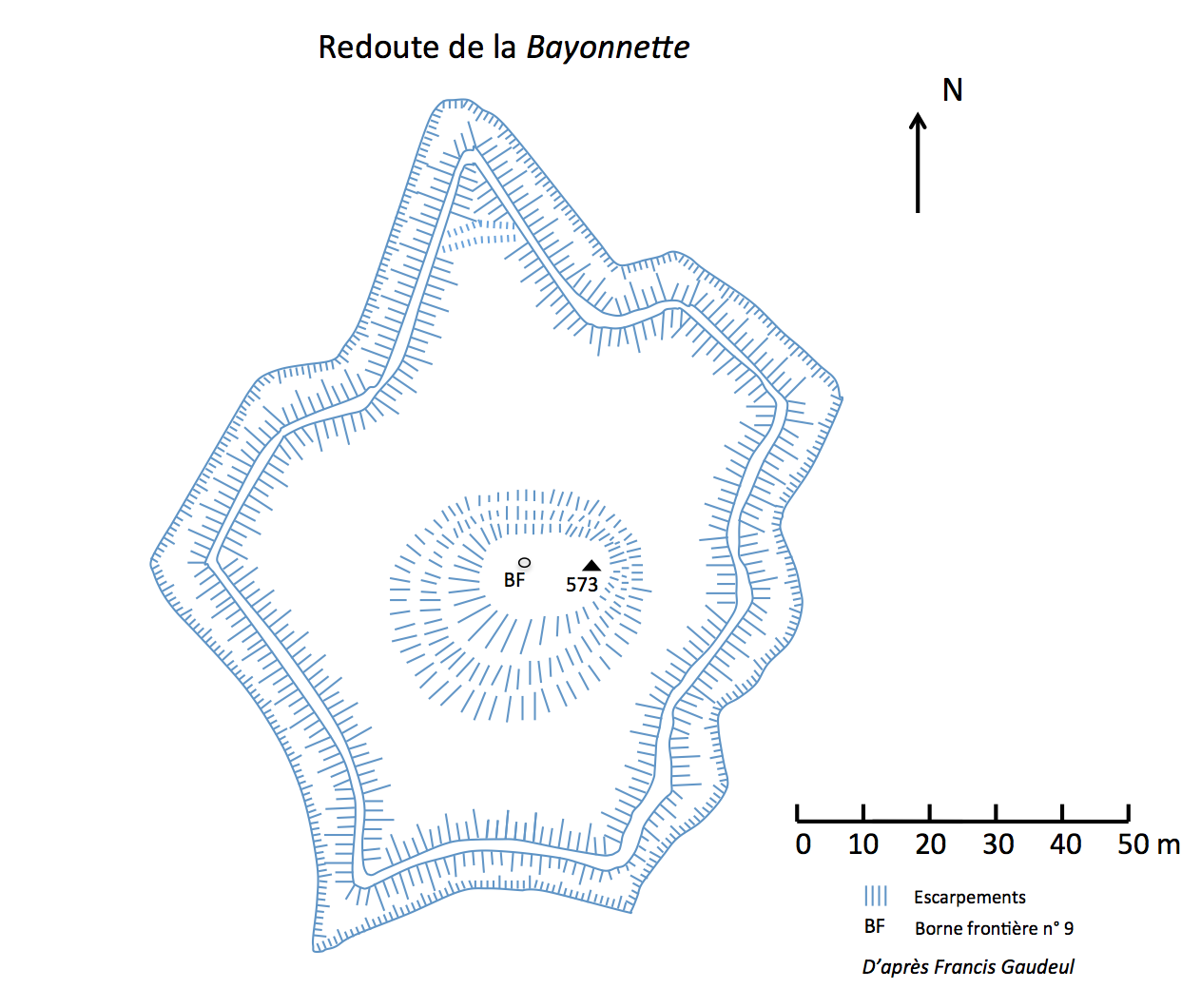
La redoute de la Bayonnette.

La redoute de la Bayonnette est située à 560 m d'altitude, au sommet du Mendalé,. Elle domine le village de Vera de Bidassoa. 

« […] elle se développe autour de la cote 573 et de la borne frontière 9. Son plan, de forme polygonale très irrégulière, épouse étroitement le relief du terrain afin de donner aux défenseurs les meilleures possibilités de tir et de flanquement […]. »

— Francis Gaudeul, Urrugne, 1989, p. 148.
Le parapet qui l'entoure mesure 350 m ; il est précédé d'un fossé de 7 m de largeur, profond de 1,50 m à 2 m. L'ouvrage présente une longueur maximale de 127 m du nord au sud et de 107 m du sud-sud-ouest au nord-nord-est ; la butte qui s'élève en son centre possède une forme tronconique mesurant de 3 à 5 m, de près de 110 m de circonférence à la base et de 20 m de diamètre au sommet.
Elle a été le témoin de combats durant les conflits de 1793 - 1794 et de 1813.
Elle doit son nom de « redoute de la Bayonnette » à la charge à la baïonnette des Français contre les Espagnols, lancée le 24 juillet 1794 et menée pour reprendre la position perdue le 2 mai 1793.
Elle fut remise en état en septembre 1813 et fut défendue par le 9e bataillon léger, de la division Taupin dépendant du corps d'armée Clausel. Elle fut attaquée par les Alliés le 7 octobre. Le 8 octobre 1813, le  bataillon du 88e régiment d’infanterie, sous les ordres du chef de bataillon Gillet, résista longuement aux assauts des Anglais avant d’être massacré. Le général Van der Maësen, mort en tentant de dégager le pont de Vera de Bidassoa, y fut temporairement enterré, avant d’être, par la suite, inhumé au cimetière d’Ascain.
La redoute fait l’objet d'une inscription depuis 1992, tout comme celle  de Bortuste.

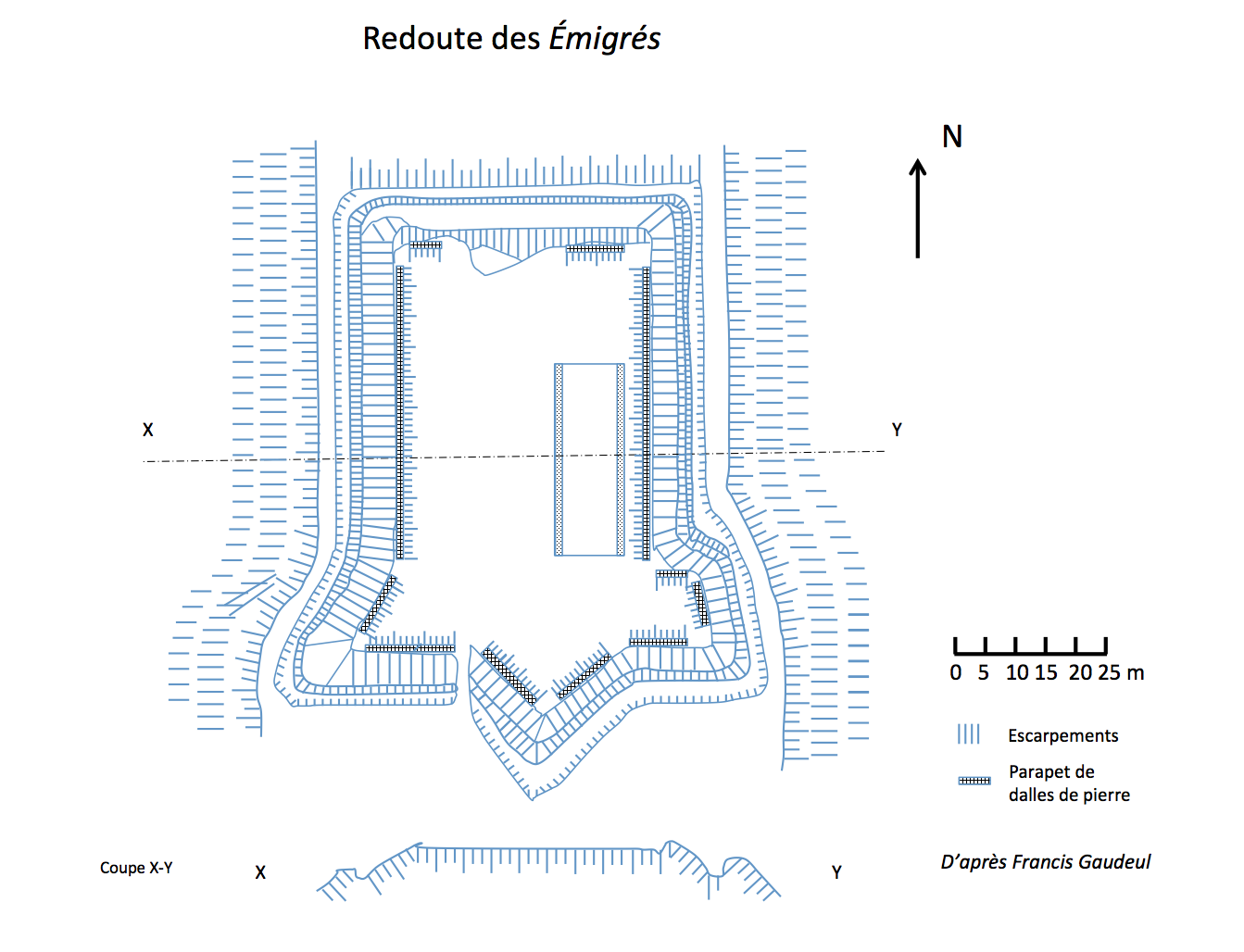
La redoute des Émigrés.

La redoute des Émigrés domine le col d’Ibardin à la cote 394, ; elle est située sur la crête parallèle au chemin CD 404 qui relie le col à l'ancienne douane de Herboure. 

« […] c’est un très bel ouvrage, bien conservé, qui se distingue […] par la simplicité et la régularité de son plan. Celui-ci comprend au nord une plateforme rectangulaire de 54 X 43 m ; au sud trois bastions assurant le flanquement de la façade sud de l’ouvrage et de ses faces est et ouest […]. »

— Guy Lalanne, Urrugne, 1989, p. 148.
L’ouvrage, qui semble porter son nom par erreur, en raison du camp des émigrés érigé de l’autre côté de la frontière, est inscrit depuis 1992. Curieusement, l'entrée est située au sud, à l'endroit où le parapet couvert de dalles de pierre crée une chicane permettant de repousser les agresseurs vers l'est. La redoute s'inscrit dans un quadrilatère de 58 m sur 70 m.
Les combats de 1793 ont laissé peu de documentation. La redoute semble avoir été conquise par les Espagnols le 2 mai 1793, puis emportée par les Français en juillet 1794.
En octobre 1813, compte tenu de la faible densité du système défensif français, la redoute semble avoir été prise par des attaquants provenant des ravins boisés qui l'entourent.

Officiers engagés dans la conquête et la défense de la redoute Louis XIV (sélection).
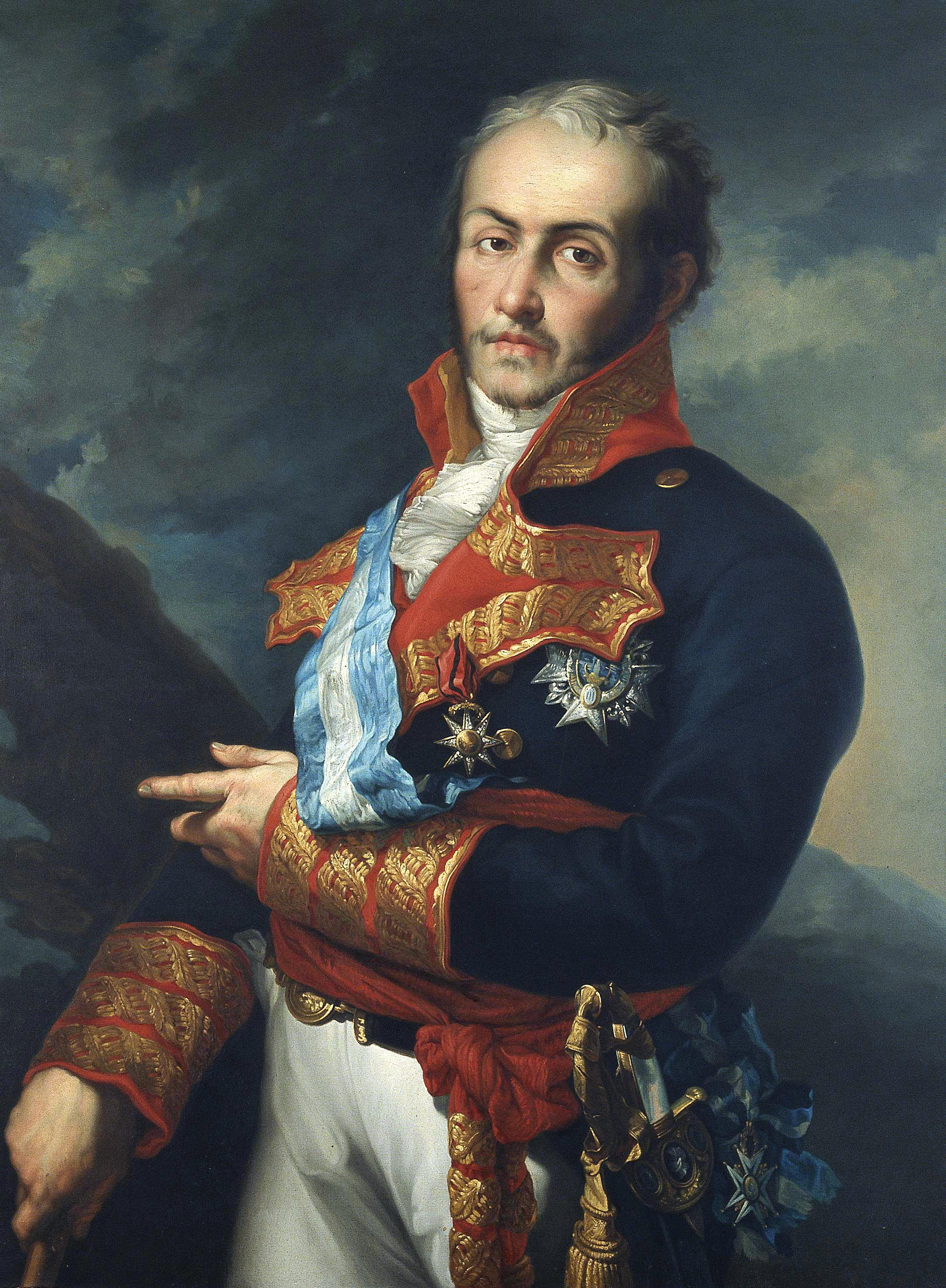
Le général espagnol Caro.
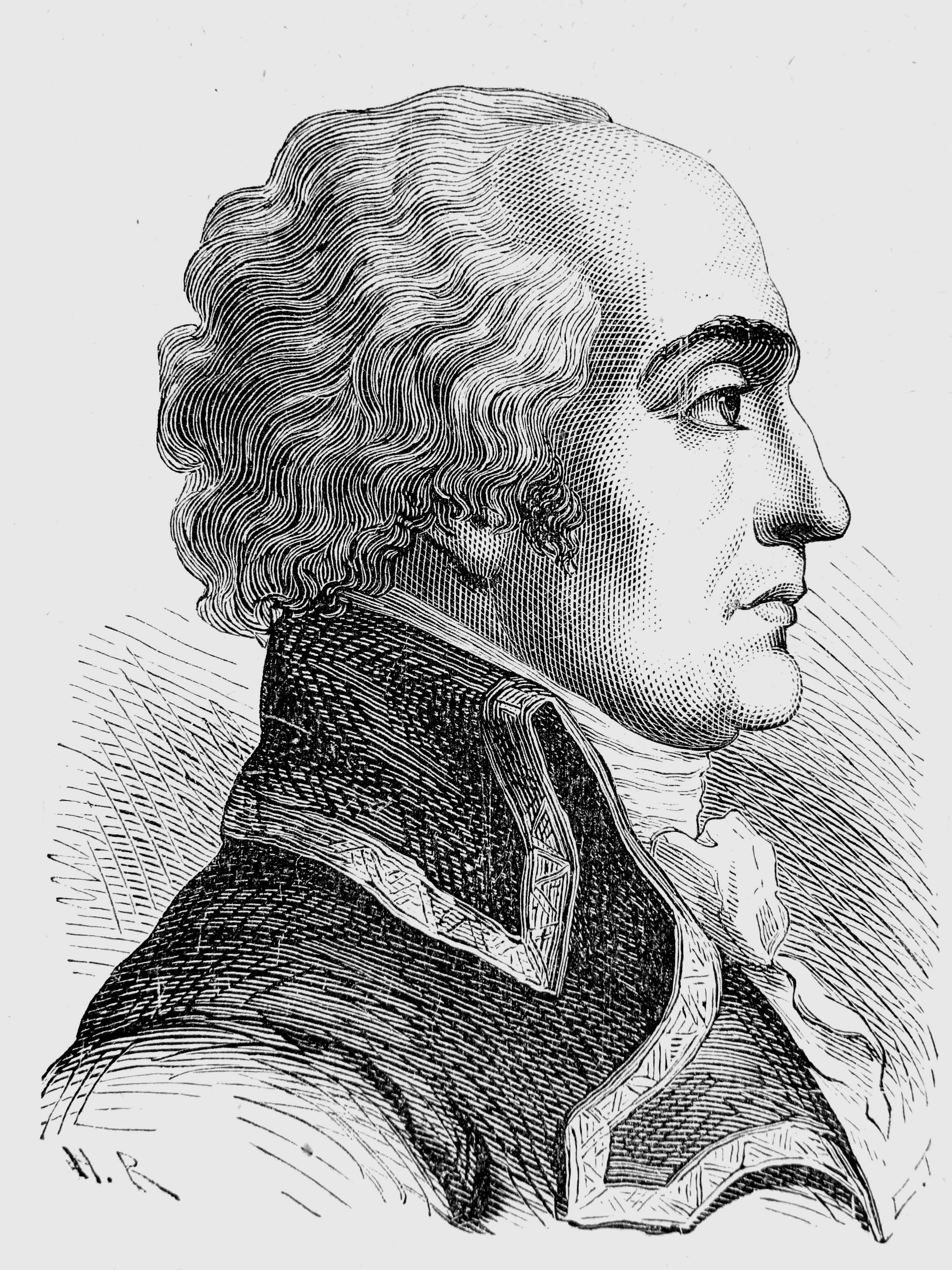
Le général français Joseph Servan.
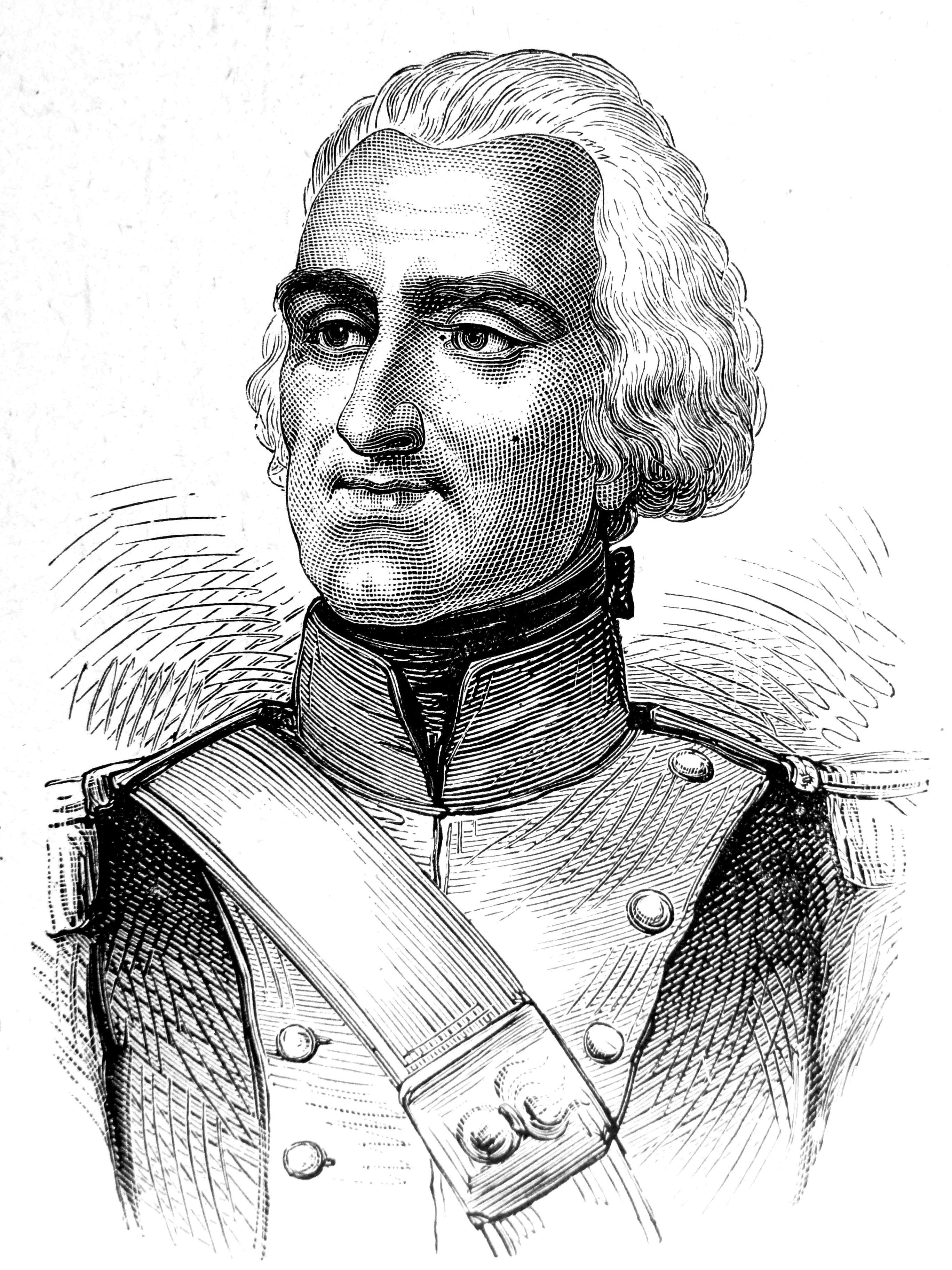
La Tour d’Auvergne, premier brigadier de France.
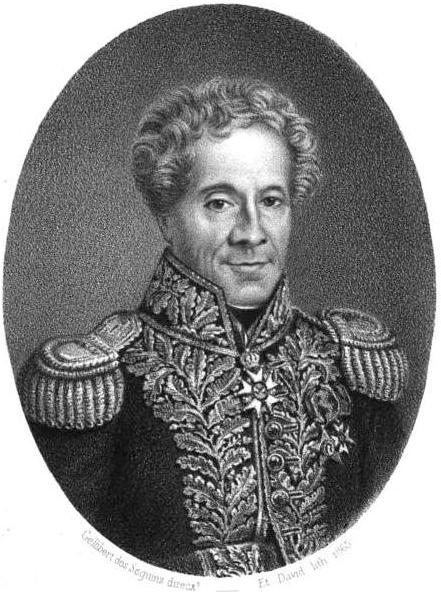
Le général français Pinoteau.
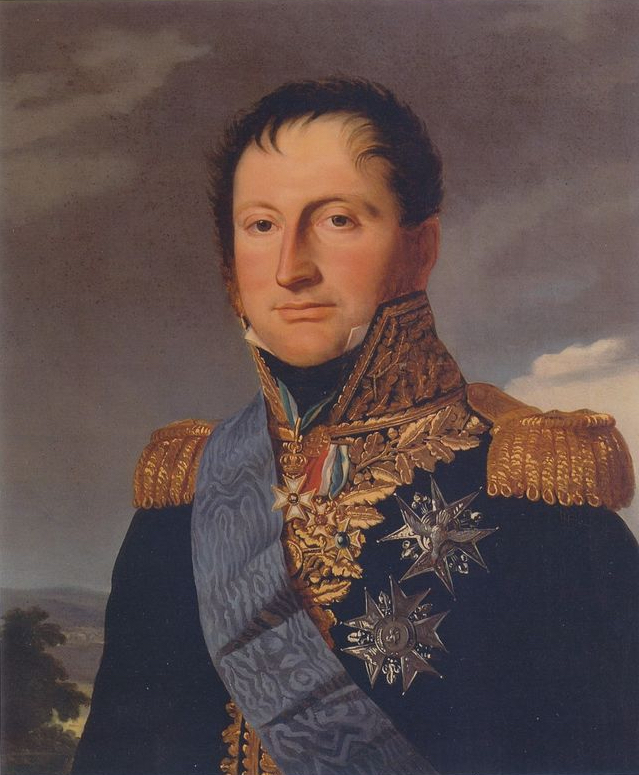
Le général français Honoré Charles Reille.

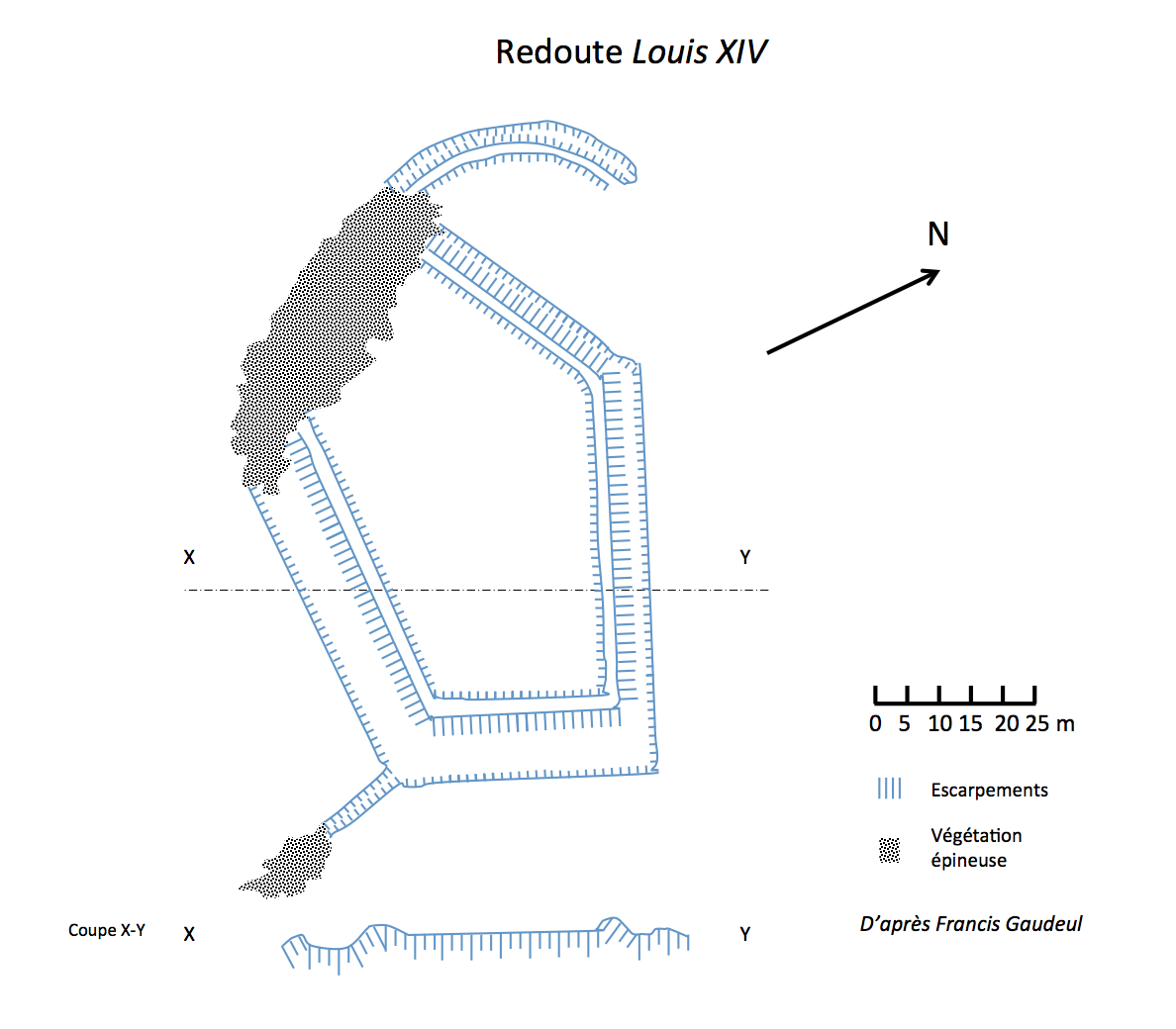
La redoute Louis XIV.

La redoute Louis XIV est distincte de celle de Sare déjà décrite, puisqu’elle s’étend sur les communes d’Urrugne et de Biriatou, à la cote 124. Elle surplombe la Bidassoa, et elle permet d’apercevoir l’île des Faisans, à 1 km en direction de l’ouest. C’est en souvenir de la conférence qui se tint sur cette île en 1659, que l’ouvrage a été baptisé redoute Louis XIV.
Elle est inscrite auprès des monuments historiques en 1997.

« […] la redoute a la forme d'un pentagone irrégulier, de son côté S.-O. qui domine la carrière et la Bidassoa est enfoui dans un épais massif de végétation épineuse ; les quatre autres côtés sont bien conservés et visibles. La partie centrale de l’ouvrage est dominée par un parapet continu précédé d’un fossé dont la largeur d’un bord à l’autre varie de 5 à 7 m ; le parapet domine le fond du fossé de 1,50 m à 1,60 m. La longueur de l’escarpe est comprise entre 3,50 m et 5 m. Le périmètre, mesuré au sommet du parapet, est voisin de 1,80 m. Les dimensions maximales sont de 60 m du sud au nord et de 90 m d’ouest en est. Face à la Bidassoa le rempart a été prolongé vers le nord par un croissant de terre de 40 m de long. La partie orientale de l’ouvrage est couverte, face à l’est et au nord, par un rempart en forme d’équerre de faible relief probablement inachevé de 75 m de long […]. »

— Francis Gaudeul, cité par Guy Lalanne, Urrugne, 1989, p. 146.
La redoute, défendue par les troupes françaises, fut attaquée et prise le 23 avril 1793 par les troupes du général Caro. Le 26 juin, les soldats du général Servan la reprirent, emmenés par La Tour d’Auvergne. De nouveaux combats eurent lieu le 23 juillet de la même année, qui virent les Espagnols s’emparer de la redoute, d’où ils furent chassés le 14 janvier 1794. Les Français conservèrent le contrôle de l’ouvrage malgré de nouveaux assauts lancés par le général Caro le 5 février suivant.
Durant les combats de 1813, en préparation de l’attaque menée le 31 août en direction de San Martzial, c’est dans cette même redoute que le maréchal Soult établit son poste de commandement. Le 7 octobre suivant, alors que la fortification était défendue par le 15e régiment de ligne de la brigade Pinoteau, sous les ordres du général Reille, la redoute subit un assaut violent des troupes de Wellington ; les Français durent abandonner l’ouvrage aux Alliés et se replier sur la Croix des Bouquets.
Les cartes IGN d’avant 1950 mentionnent sur Urrugne diverses redoutes aujourd’hui disparues, telles l’ancienne redoute des Voltigeurs, la redoute de Choucoutoun et celle de Legarcia. Ces fortifications ont été absorbées par l’urbanisation qui a gagné les crêtes de la Rhune situées sur le territoire de la localité.

## Pour approfondir